# Lista de asteroides (435001-436000)
Esta é uma lista parcial de asteroides, do asteroide número 435001 até o 436000, inclusive. Veja também o índice com todas as listas disponíveis.

| Objeto Próximos à Terra | Cinturão de asteroides (interno) | Cinturão de asteroides (externo) | Centauro       |
| Cruzador de Marte       | Cinturão de asteroides (meio)    | Troianos de Júpiter              | Transnetuniano |

Veja mais dados de cada asteroide na ligação externa para o Minor Planet Center na última coluna.
Índice: 435001... 435101... 435201... 435301... 435401... 435501... 435601... 435701... 435801... 435901... 

## 435001–435100
| Designação | Designação | Descoberta  | Descoberta   | Descobridor(es)     | Categoria | Mais informações / Referência |
| Permanente | Provisória | Data        | Local        | Descobridor(es)     | Categoria | Mais informações / Referência |
| ---------- | ---------- | ----------- | ------------ | ------------------- | --------- | ----------------------------- |
| 435001     | 2006 UQ256 | 28 out 2006 | Kitt Peak    | Spacewatch          | —         | MPC                           |
| 435002     | 2006 UD283 | 27 set 2006 | Mount Lemmon | Mount Lemmon Survey | —         | MPC                           |
| 435003     | 2006 UG289 | 31 out 2006 | Kitt Peak    | Spacewatch          | —         | MPC                           |
| 435004     | 2006 UC322 | 16 out 2006 | Kitt Peak    | Spacewatch          | —         | MPC                           |
| 435005     | 2006 UX330 | 16 out 2006 | Apache Point | A. C. Becker        | Brangane  | MPC                           |
| 435006     | 2006 UF331 | 11 out 2006 | Apache Point | A. C. Becker        | —         | MPC                           |
| 435007     | 2006 UE346 | 19 out 2006 | Kitt Peak    | Spacewatch          | —         | MPC                           |
| 435008     | 2006 VU15  | 9 nov 2006  | Kitt Peak    | Spacewatch          | Ursula    | MPC                           |
| 435009     | 2006 VM17  | 21 out 2006 | Kitt Peak    | Spacewatch          | —         | MPC                           |
| 435010     | 2006 VO19  | 21 out 2006 | Kitt Peak    | Spacewatch          | —         | MPC                           |
| 435011     | 2006 VW30  | 20 out 2006 | Mount Lemmon | Mount Lemmon Survey | Brangane  | MPC                           |
| 435012     | 2006 VA33  | 26 set 2006 | Mount Lemmon | Mount Lemmon Survey | —         | MPC                           |
| 435013     | 2006 VD37  | 11 nov 2006 | Catalina     | CSS                 | —         | MPC                           |
| 435014     | 2006 VA46  | 9 nov 2006  | Kitt Peak    | Spacewatch          | —         | MPC                           |
| 435015     | 2006 VA53  | 11 nov 2006 | Kitt Peak    | Spacewatch          | —         | MPC                           |
| 435016     | 2006 VT56  | 11 nov 2006 | Kitt Peak    | Spacewatch          | —         | MPC                           |
| 435017     | 2006 VE59  | 23 out 2006 | Mount Lemmon | Mount Lemmon Survey | —         | MPC                           |
| 435018     | 2006 VK65  | 16 out 2006 | Catalina     | CSS                 | —         | MPC                           |
| 435019     | 2006 VT69  | 11 nov 2006 | Kitt Peak    | Spacewatch          | —         | MPC                           |
| 435020     | 2006 VH70  | 11 nov 2006 | Kitt Peak    | Spacewatch          | —         | MPC                           |
| 435021     | 2006 VH72  | 11 nov 2006 | Mount Lemmon | Mount Lemmon Survey | —         | MPC                           |
| 435022     | 2006 VR74  | 11 nov 2006 | Mount Lemmon | Mount Lemmon Survey | —         | MPC                           |
| 435023     | 2006 VV74  | 11 nov 2006 | Mount Lemmon | Mount Lemmon Survey | —         | MPC                           |
| 435024     | 2006 VF83  | 28 set 2006 | Mount Lemmon | Mount Lemmon Survey | —         | MPC                           |
| 435025     | 2006 VH90  | 19 out 2006 | Kitt Peak    | Spacewatch          | —         | MPC                           |
| 435026     | 2006 VB98  | 21 out 2006 | Mount Lemmon | Mount Lemmon Survey | —         | MPC                           |
| 435027     | 2006 VZ102 | 12 nov 2006 | Mount Lemmon | Mount Lemmon Survey | —         | MPC                           |
| 435028     | 2006 VK107 | 30 set 2006 | Mount Lemmon | Mount Lemmon Survey | —         | MPC                           |
| 435029     | 2006 VN107 | 27 set 2006 | Mount Lemmon | Mount Lemmon Survey | —         | MPC                           |
| 435030     | 2006 VD120 | 14 nov 2006 | Kitt Peak    | Spacewatch          | —         | MPC                           |
| 435031     | 2006 VQ124 | 14 nov 2006 | Kitt Peak    | Spacewatch          | —         | MPC                           |
| 435032     | 2006 VV125 | 27 out 2006 | Catalina     | CSS                 | —         | MPC                           |
| 435033     | 2006 VG127 | 20 out 2006 | Mount Lemmon | Mount Lemmon Survey | —         | MPC                           |
| 435034     | 2006 VQ141 | 13 nov 2006 | Kitt Peak    | Spacewatch          | —         | MPC                           |
| 435035     | 2006 VF152 | 25 set 2006 | Mount Lemmon | Mount Lemmon Survey | —         | MPC                           |
| 435036     | 2006 VX170 | 2 nov 2006  | Mount Lemmon | Mount Lemmon Survey | —         | MPC                           |
| 435037     | 2006 WQ6   | 16 nov 2006 | Kitt Peak    | Spacewatch          | —         | MPC                           |
| 435038     | 2006 WX33  | 23 out 2006 | Mount Lemmon | Mount Lemmon Survey | —         | MPC                           |
| 435039     | 2006 WT35  | 15 nov 2006 | Catalina     | CSS                 | —         | MPC                           |
| 435040     | 2006 WP45  | 2 out 2006  | Mount Lemmon | Mount Lemmon Survey | —         | MPC                           |
| 435041     | 2006 WQ45  | 30 set 2006 | Mount Lemmon | Mount Lemmon Survey | —         | MPC                           |
| 435042     | 2006 WD53  | 16 nov 2006 | Catalina     | CSS                 | —         | MPC                           |
| 435043     | 2006 WY54  | 16 nov 2006 | Kitt Peak    | Spacewatch          | —         | MPC                           |
| 435044     | 2006 WK55  | 10 nov 2006 | Kitt Peak    | Spacewatch          | —         | MPC                           |
| 435045     | 2006 WR61  | 21 out 2006 | Kitt Peak    | Spacewatch          | —         | MPC                           |
| 435046     | 2006 WX64  | 17 nov 2006 | Mount Lemmon | Mount Lemmon Survey | —         | MPC                           |
| 435047     | 2006 WT67  | 17 nov 2006 | Kitt Peak    | Spacewatch          | —         | MPC                           |
| 435048     | 2006 WS78  | 27 set 2006 | Mount Lemmon | Mount Lemmon Survey | —         | MPC                           |
| 435049     | 2006 WU79  | 18 nov 2006 | Kitt Peak    | Spacewatch          | —         | MPC                           |
| 435050     | 2006 WA81  | 18 nov 2006 | Kitt Peak    | Spacewatch          | —         | MPC                           |
| 435051     | 2006 WV89  | 18 nov 2006 | Kitt Peak    | Spacewatch          | —         | MPC                           |
| 435052     | 2006 WW97  | 11 nov 2006 | Mount Lemmon | Mount Lemmon Survey | —         | MPC                           |
| 435053     | 2006 WH99  | 27 set 2006 | Mount Lemmon | Mount Lemmon Survey | —         | MPC                           |
| 435054     | 2006 WZ137 | 19 nov 2006 | Kitt Peak    | Spacewatch          | —         | MPC                           |
| 435055     | 2006 WX139 | 11 nov 2006 | Kitt Peak    | Spacewatch          | —         | MPC                           |
| 435056     | 2006 WC148 | 20 nov 2006 | Kitt Peak    | Spacewatch          | —         | MPC                           |
| 435057     | 2006 WX184 | 17 nov 2006 | Kitt Peak    | Spacewatch          | —         | MPC                           |
| 435058     | 2006 XG2   | 12 dez 2006 | Kitt Peak    | Spacewatch          | —         | MPC                           |
| 435059     | 2006 XE28  | 13 dez 2006 | Kitt Peak    | Spacewatch          | —         | MPC                           |
| 435060     | 2006 XB33  | 16 nov 2006 | Kitt Peak    | Spacewatch          | —         | MPC                           |
| 435061     | 2006 XU58  | 1 dez 2006  | Mount Lemmon | Mount Lemmon Survey | Mitidika  | MPC                           |
| 435062     | 2006 XK70  | 14 dez 2006 | Kitt Peak    | Spacewatch          | —         | MPC                           |
| 435063     | 2006 XD71  | 14 dez 2006 | Mount Lemmon | Mount Lemmon Survey | —         | MPC                           |
| 435064     | 2006 YJ    | 17 dez 2006 | Mount Lemmon | Mount Lemmon Survey | —         | MPC                           |
| 435065     | 2006 YO8   | 1 nov 2006  | Mount Lemmon | Mount Lemmon Survey | —         | MPC                           |
| 435066     | 2006 YQ12  | 16 dez 2006 | Kitt Peak    | Spacewatch          | —         | MPC                           |
| 435067     | 2006 YN34  | 13 dez 2006 | Kitt Peak    | Spacewatch          | —         | MPC                           |
| 435068     | 2006 YF43  | 24 dez 2006 | Kitt Peak    | Spacewatch          | —         | MPC                           |
| 435069     | 2006 YR54  | 27 dez 2006 | Mount Lemmon | Mount Lemmon Survey | —         | MPC                           |
| 435070     | 2007 AW13  | 27 dez 2006 | Kitt Peak    | Spacewatch          | —         | MPC                           |
| 435071     | 2007 AG28  | 9 jan 2007  | Kitt Peak    | Spacewatch          | —         | MPC                           |
| 435072     | 2007 AK28  | 9 jan 2007  | Kitt Peak    | Spacewatch          | —         | MPC                           |
| 435073     | 2007 AG30  | 10 jan 2007 | Mount Lemmon | Mount Lemmon Survey | —         | MPC                           |
| 435074     | 2007 BK3   | 18 nov 2006 | Mount Lemmon | Mount Lemmon Survey | —         | MPC                           |
| 435075     | 2007 BT12  | 17 jan 2007 | Kitt Peak    | Spacewatch          | —         | MPC                           |
| 435076     | 2007 BD13  | 16 nov 2006 | Mount Lemmon | Mount Lemmon Survey | —         | MPC                           |
| 435077     | 2007 BO13  | 3 nov 2005  | Kitt Peak    | Spacewatch          | —         | MPC                           |
| 435078     | 2007 BU15  | 17 jan 2007 | Kitt Peak    | Spacewatch          | —         | MPC                           |
| 435079     | 2007 BV21  | 24 jan 2007 | Socorro      | LINEAR              | —         | MPC                           |
| 435080     | 2007 BW42  | 24 jan 2007 | Mount Lemmon | Mount Lemmon Survey | Mitidika  | MPC                           |
| 435081     | 2007 BV48  | 26 jan 2007 | Kitt Peak    | Spacewatch          | —         | MPC                           |
| 435082     | 2007 BO61  | 18 nov 2006 | Mount Lemmon | Mount Lemmon Survey | —         | MPC                           |
| 435083     | 2007 BP80  | 24 jan 2007 | Catalina     | CSS                 | —         | MPC                           |
| 435084     | 2007 BV99  | 17 jan 2007 | Kitt Peak    | Spacewatch          | —         | MPC                           |
| 435085     | 2007 BU100 | 27 jan 2007 | Mount Lemmon | Mount Lemmon Survey | —         | MPC                           |
| 435086     | 2007 CC12  | 6 fev 2007  | Kitt Peak    | Spacewatch          | —         | MPC                           |
| 435087     | 2007 CR16  | 27 jan 2007 | Mount Lemmon | Mount Lemmon Survey | —         | MPC                           |
| 435088     | 2007 CU17  | 8 fev 2007  | Mount Lemmon | Mount Lemmon Survey | —         | MPC                           |
| 435089     | 2007 CJ28  | 27 jan 2007 | Kitt Peak    | Spacewatch          | —         | MPC                           |
| 435090     | 2007 CQ28  | 9 jan 2007  | Mount Lemmon | Mount Lemmon Survey | —         | MPC                           |
| 435091     | 2007 CT36  | 27 jan 2007 | Kitt Peak    | Spacewatch          | —         | MPC                           |
| 435092     | 2007 CF38  | 27 jan 2007 | Mount Lemmon | Mount Lemmon Survey | —         | MPC                           |
| 435093     | 2007 CK42  | 7 fev 2007  | Mount Lemmon | Mount Lemmon Survey | —         | MPC                           |
| 435094     | 2007 CZ42  | 27 jan 2007 | Mount Lemmon | Mount Lemmon Survey | —         | MPC                           |
| 435095     | 2007 CB44  | 10 jan 2007 | Mount Lemmon | Mount Lemmon Survey | —         | MPC                           |
| 435096     | 2007 CQ51  | 29 jan 2007 | Kitt Peak    | Spacewatch          | —         | MPC                           |
| 435097     | 2007 CV51  | 17 jan 2007 | Catalina     | CSS                 | —         | MPC                           |
| 435098     | 2007 CU58  | 10 fev 2007 | Catalina     | CSS                 | —         | MPC                           |
| 435099     | 2007 CL64  | 8 fev 2007  | Mount Lemmon | Mount Lemmon Survey | —         | MPC                           |
| 435100     | 2007 DZ4   | 17 fev 2007 | Kitt Peak    | Spacewatch          | —         | MPC                           |

## 435101–435200
| Designação | Designação | Descoberta  | Descoberta           | Descobridor(es)      | Categoria | Mais informações / Referência |
| Permanente | Provisória | Data        | Local                | Descobridor(es)      | Categoria | Mais informações / Referência |
| ---------- | ---------- | ----------- | -------------------- | -------------------- | --------- | ----------------------------- |
| 435101     | 2007 DQ17  | 28 jan 2007 | Mount Lemmon         | Mount Lemmon Survey  | —         | MPC                           |
| 435102     | 2007 DK24  | 17 fev 2007 | Kitt Peak            | Spacewatch           | —         | MPC                           |
| 435103     | 2007 DH26  | 28 jan 2007 | Mount Lemmon         | Mount Lemmon Survey  | —         | MPC                           |
| 435104     | 2007 DR26  | 17 fev 2007 | Kitt Peak            | Spacewatch           | —         | MPC                           |
| 435105     | 2007 DP28  | 17 fev 2007 | Kitt Peak            | Spacewatch           | —         | MPC                           |
| 435106     | 2007 DQ35  | 15 jan 2007 | Mount Lemmon         | Mount Lemmon Survey  | —         | MPC                           |
| 435107     | 2007 DY35  | 17 fev 2007 | Kitt Peak            | Spacewatch           | —         | MPC                           |
| 435108     | 2007 DS40  | 18 fev 2007 | Calvin-Rehoboth      | Calvin–Rehoboth Obs. | Mitidika  | MPC                           |
| 435109     | 2007 DA49  | 21 fev 2007 | Mount Lemmon         | Mount Lemmon Survey  | —         | MPC                           |
| 435110     | 2007 DR67  | 21 fev 2007 | Kitt Peak            | Spacewatch           | —         | MPC                           |
| 435111     | 2007 DQ68  | 21 fev 2007 | Kitt Peak            | Spacewatch           | —         | MPC                           |
| 435112     | 2007 DH70  | 21 fev 2007 | Kitt Peak            | Spacewatch           | Juno      | MPC                           |
| 435113     | 2007 DX71  | 21 fev 2007 | Kitt Peak            | Spacewatch           | Mitidika  | MPC                           |
| 435114     | 2007 DH78  | 13 fev 2007 | Mount Lemmon         | Mount Lemmon Survey  | —         | MPC                           |
| 435115     | 2007 DF84  | 25 fev 2007 | Kitt Peak            | Spacewatch           | —         | MPC                           |
| 435116     | 2007 DK86  | 17 jan 2007 | Kitt Peak            | Spacewatch           | Mitidika  | MPC                           |
| 435117     | 2007 DV95  | 23 fev 2007 | Kitt Peak            | Spacewatch           | —         | MPC                           |
| 435118     | 2007 DA99  | 20 dez 2006 | Mount Lemmon         | Mount Lemmon Survey  | —         | MPC                           |
| 435119     | 2007 DR102 | 16 fev 2007 | Catalina             | CSS                  | —         | MPC                           |
| 435120     | 2007 DF111 | 23 fev 2007 | Mount Lemmon         | Mount Lemmon Survey  | —         | MPC                           |
| 435121     | 2007 EQ10  | 27 jan 2007 | Mount Lemmon         | Mount Lemmon Survey  | —         | MPC                           |
| 435122     | 2007 EP13  | 27 jan 2007 | Mount Lemmon         | Mount Lemmon Survey  | —         | MPC                           |
| 435123     | 2007 EN29  | 9 mar 2007  | Mount Lemmon         | Mount Lemmon Survey  | —         | MPC                           |
| 435124     | 2007 EC52  | 27 fev 2007 | Kitt Peak            | Spacewatch           | —         | MPC                           |
| 435125     | 2007 EG66  | 25 fev 2007 | Mount Lemmon         | Mount Lemmon Survey  | —         | MPC                           |
| 435126     | 2007 EX68  | 10 mar 2007 | Kitt Peak            | Spacewatch           | —         | MPC                           |
| 435127     | 2007 EE88  | 14 mar 2007 | Ceccano              | G. Masi              | —         | MPC                           |
| 435128     | 2007 EY104 | 11 mar 2007 | Mount Lemmon         | Mount Lemmon Survey  | —         | MPC                           |
| 435129     | 2007 ED123 | 7 abr 2003  | Kitt Peak            | Spacewatch           | —         | MPC                           |
| 435130     | 2007 EU130 | 9 mar 2007  | Mount Lemmon         | Mount Lemmon Survey  | —         | MPC                           |
| 435131     | 2007 EH146 | 26 fev 2007 | Mount Lemmon         | Mount Lemmon Survey  | Mitidika  | MPC                           |
| 435132     | 2007 EF150 | 12 mar 2007 | Mount Lemmon         | Mount Lemmon Survey  | —         | MPC                           |
| 435133     | 2007 FD6   | 26 fev 2007 | Mount Lemmon         | Mount Lemmon Survey  | —         | MPC                           |
| 435134     | 2007 FT35  | 26 mar 2007 | Mount Lemmon         | Mount Lemmon Survey  | —         | MPC                           |
| 435135     | 2007 GB16  | 11 abr 2007 | Kitt Peak            | Spacewatch           | —         | MPC                           |
| 435136     | 2007 GY19  | 11 abr 2007 | Kitt Peak            | Spacewatch           | —         | MPC                           |
| 435137     | 2007 GH23  | 13 mar 2007 | Mount Lemmon         | Mount Lemmon Survey  | —         | MPC                           |
| 435138     | 2007 GD49  | 14 abr 2007 | Kitt Peak            | Spacewatch           | —         | MPC                           |
| 435139     | 2007 GR59  | 15 abr 2007 | Kitt Peak            | Spacewatch           | —         | MPC                           |
| 435140     | 2007 GC62  | 15 abr 2007 | Kitt Peak            | Spacewatch           | Juno      | MPC                           |
| 435141     | 2007 GH77  | 14 abr 2007 | Kitt Peak            | Spacewatch           | —         | MPC                           |
| 435142     | 2007 HC24  | 18 abr 2007 | Kitt Peak            | Spacewatch           | —         | MPC                           |
| 435143     | 2007 HF38  | 20 abr 2007 | Kitt Peak            | Spacewatch           | —         | MPC                           |
| 435144     | 2007 HA48  | 20 abr 2007 | Kitt Peak            | Spacewatch           | —         | MPC                           |
| 435145     | 2007 HQ51  | 20 abr 2007 | Kitt Peak            | Spacewatch           | —         | MPC                           |
| 435146     | 2007 HJ55  | 22 abr 2007 | Kitt Peak            | Spacewatch           | —         | MPC                           |
| 435147     | 2007 HQ62  | 22 abr 2007 | Mount Lemmon         | Mount Lemmon Survey  | Juno      | MPC                           |
| 435148     | 2007 HD75  | 22 abr 2007 | Kitt Peak            | Spacewatch           | —         | MPC                           |
| 435149     | 2007 HX75  | 22 abr 2007 | Kitt Peak            | Spacewatch           | —         | MPC                           |
| 435150     | 2007 JK26  | 9 mai 2007  | Kitt Peak            | Spacewatch           | —         | MPC                           |
| 435151     | 2007 JM29  | 22 abr 2007 | Mount Lemmon         | Mount Lemmon Survey  | —         | MPC                           |
| 435152     | 2007 JP37  | 25 mar 2007 | Mount Lemmon         | Mount Lemmon Survey  | —         | MPC                           |
| 435153     | 2007 JH40  | 19 abr 2007 | Mount Lemmon         | Mount Lemmon Survey  | —         | MPC                           |
| 435154     | 2007 JC42  | 25 abr 2007 | Catalina             | CSS                  | —         | MPC                           |
| 435155     | 2007 LN    | 26 mai 2007 | Catalina             | CSS                  | —         | MPC                           |
| 435156     | 2007 LJ4   | 12 mai 2007 | Mount Lemmon         | Mount Lemmon Survey  | Phocaea   | MPC                           |
| 435157     | 2007 LT6   | 13 mai 2007 | Kitt Peak            | Spacewatch           | —         | MPC                           |
| 435158     | 2007 LM14  | 26 mai 2007 | Mount Lemmon         | Mount Lemmon Survey  | —         | MPC                           |
| 435159     | 2007 LQ19  | 13 jun 2007 | Siding Spring        | SSS                  | —         | MPC                           |
| 435160     | 2007 MX7   | 18 jun 2007 | Kitt Peak            | Spacewatch           | —         | MPC                           |
| 435161     | 2007 NV2   | 14 jul 2007 | Vallemare di Borbona | V. S. Casulli        | —         | MPC                           |
| 435162     | 2007 NM3   | 21 jun 2007 | Mount Lemmon         | Mount Lemmon Survey  | Phocaea   | MPC                           |
| 435163     | 2007 OJ    | 17 jul 2007 | La Sagra             | Mallorca Obs.        | —         | MPC                           |
| 435164     | 2007 OQ1   | 18 jul 2007 | Črni Vrh             | Črni Vrh             | —         | MPC                           |
| 435165     | 2007 PE12  | 11 ago 2007 | Socorro              | LINEAR               | —         | MPC                           |
| 435166     | 2007 PO15  | 8 ago 2007  | Socorro              | LINEAR               | —         | MPC                           |
| 435167     | 2007 PS20  | 9 ago 2007  | Socorro              | LINEAR               | —         | MPC                           |
| 435168     | 2007 PD30  | 11 ago 2007 | Socorro              | LINEAR               | —         | MPC                           |
| 435169     | 2007 PQ34  | 9 ago 2007  | Socorro              | LINEAR               | —         | MPC                           |
| 435170     | 2007 PZ35  | 12 ago 2007 | Socorro              | LINEAR               | —         | MPC                           |
| 435171     | 2007 PU37  | 13 ago 2007 | Socorro              | LINEAR               | —         | MPC                           |
| 435172     | 2007 PL46  | 10 ago 2007 | Kitt Peak            | Spacewatch           | —         | MPC                           |
| 435173     | 2007 QN1   | 16 ago 2007 | Socorro              | LINEAR               | —         | MPC                           |
| 435174     | 2007 QH7   | 21 ago 2007 | Anderson Mesa        | LONEOS               | —         | MPC                           |
| 435175     | 2007 QM14  | 18 jan 2004 | Kitt Peak            | Spacewatch           | —         | MPC                           |
| 435176     | 2007 RE7   | 9 ago 2007  | Socorro              | LINEAR               | —         | MPC                           |
| 435177     | 2007 RV7   | 5 set 2007  | Majorca              | Mallorca Obs.        | —         | MPC                           |
| 435178     | 2007 RM8   | 8 set 2007  | Eskridge             | G. Hug               | —         | MPC                           |
| 435179     | 2007 RA10  | 2 set 2007  | Catalina             | CSS                  | —         | MPC                           |
| 435180     | 2007 RS10  | 18 ago 2007 | XuYi                 | PMO NEO              | —         | MPC                           |
| 435181     | 2007 RO11  | 10 set 2007 | Dauban               | Chante-Perdrix Obs.  | Eos       | MPC                           |
| 435182     | 2007 RF13  | 3 set 2007  | Catalina             | CSS                  | —         | MPC                           |
| 435183     | 2007 RR20  | 9 ago 2007  | Socorro              | LINEAR               | —         | MPC                           |
| 435184     | 2007 RP27  | 4 set 2007  | Mount Lemmon         | Mount Lemmon Survey  | —         | MPC                           |
| 435185     | 2007 RU30  | 5 set 2007  | Catalina             | CSS                  | —         | MPC                           |
| 435186     | 2007 RJ35  | 7 set 2007  | La Cañada            | J. Lacruz            | —         | MPC                           |
| 435187     | 2007 RG46  | 9 set 2007  | Kitt Peak            | Spacewatch           | —         | MPC                           |
| 435188     | 2007 RT60  | 10 set 2007 | Catalina             | CSS                  | —         | MPC                           |
| 435189     | 2007 RN68  | 10 set 2007 | Kitt Peak            | Spacewatch           | —         | MPC                           |
| 435190     | 2007 RY70  | 10 set 2007 | Kitt Peak            | Spacewatch           | —         | MPC                           |
| 435191     | 2007 RO73  | 10 set 2007 | Mount Lemmon         | Mount Lemmon Survey  | Phocaea   | MPC                           |
| 435192     | 2007 RQ79  | 10 set 2007 | Mount Lemmon         | Mount Lemmon Survey  | —         | MPC                           |
| 435193     | 2007 RW83  | 10 set 2007 | Kitt Peak            | Spacewatch           | —         | MPC                           |
| 435194     | 2007 RU99  | 8 set 2007  | Anderson Mesa        | LONEOS               | —         | MPC                           |
| 435195     | 2007 RB107 | 11 set 2007 | Mount Lemmon         | Mount Lemmon Survey  | —         | MPC                           |
| 435196     | 2007 RW111 | 11 set 2007 | Kitt Peak            | Spacewatch           | —         | MPC                           |
| 435197     | 2007 RS118 | 11 set 2007 | Mount Lemmon         | Mount Lemmon Survey  | —         | MPC                           |
| 435198     | 2007 RU123 | 12 set 2007 | Catalina             | CSS                  | Phocaea   | MPC                           |
| 435199     | 2007 RR132 | 11 set 2007 | Marly                | P. Kocher            | Eos       | MPC                           |
| 435200     | 2007 RQ134 | 12 set 2007 | Anderson Mesa        | LONEOS               | Phocaea   | MPC                           |

## 435201–435300
| Designação | Designação | Descoberta  | Descoberta    | Descobridor(es)     | Categoria | Mais informações / Referência |
| Permanente | Provisória | Data        | Local         | Descobridor(es)     | Categoria | Mais informações / Referência |
| ---------- | ---------- | ----------- | ------------- | ------------------- | --------- | ----------------------------- |
| 435201     | 2007 RM151 | 10 set 2007 | Kitt Peak     | Spacewatch          | —         | MPC                           |
| 435202     | 2007 RC168 | 10 set 2007 | Kitt Peak     | Spacewatch          | —         | MPC                           |
| 435203     | 2007 RC175 | 10 set 2007 | Kitt Peak     | Spacewatch          | —         | MPC                           |
| 435204     | 2007 RG181 | 11 set 2007 | Mount Lemmon  | Mount Lemmon Survey | —         | MPC                           |
| 435205     | 2007 RE188 | 9 set 2007  | Kitt Peak     | Spacewatch          | —         | MPC                           |
| 435206     | 2007 RV203 | 8 set 2007  | Anderson Mesa | LONEOS              | —         | MPC                           |
| 435207     | 2007 RJ205 | 9 set 2007  | Kitt Peak     | Spacewatch          | —         | MPC                           |
| 435208     | 2007 RD213 | 12 set 2007 | Anderson Mesa | LONEOS              | —         | MPC                           |
| 435209     | 2007 RP220 | 14 set 2007 | Mount Lemmon  | Mount Lemmon Survey | —         | MPC                           |
| 435210     | 2007 RC223 | 11 set 2007 | Mount Lemmon  | Mount Lemmon Survey | —         | MPC                           |
| 435211     | 2007 RN224 | 10 set 2007 | Kitt Peak     | Spacewatch          | —         | MPC                           |
| 435212     | 2007 RS226 | 10 set 2007 | Kitt Peak     | Spacewatch          | —         | MPC                           |
| 435213     | 2007 RG239 | 14 set 2007 | Catalina      | CSS                 | —         | MPC                           |
| 435214     | 2007 RV239 | 14 set 2007 | Catalina      | CSS                 | —         | MPC                           |
| 435215     | 2007 RW242 | 15 set 2007 | Socorro       | LINEAR              | —         | MPC                           |
| 435216     | 2007 RK245 | 11 set 2007 | Kitt Peak     | Spacewatch          | —         | MPC                           |
| 435217     | 2007 RM247 | 13 set 2007 | Mount Lemmon  | Mount Lemmon Survey | —         | MPC                           |
| 435218     | 2007 RM248 | 13 set 2007 | Mount Lemmon  | Mount Lemmon Survey | —         | MPC                           |
| 435219     | 2007 RJ257 | 14 set 2007 | Catalina      | CSS                 | —         | MPC                           |
| 435220     | 2007 RM272 | 15 set 2007 | Kitt Peak     | Spacewatch          | —         | MPC                           |
| 435221     | 2007 RT278 | 5 set 2007  | Siding Spring | SSS                 | —         | MPC                           |
| 435222     | 2007 RR284 | 12 set 2007 | Mount Lemmon  | Mount Lemmon Survey | Iannini   | MPC                           |
| 435223     | 2007 RC289 | 10 set 2007 | Mount Lemmon  | Mount Lemmon Survey | Brangane  | MPC                           |
| 435224     | 2007 RM289 | 12 set 2007 | Mount Lemmon  | Mount Lemmon Survey | —         | MPC                           |
| 435225     | 2007 RJ291 | 9 set 2007  | Kitt Peak     | Spacewatch          | —         | MPC                           |
| 435226     | 2007 RT294 | 14 set 2007 | Kitt Peak     | Spacewatch          | —         | MPC                           |
| 435227     | 2007 RX296 | 5 set 2007  | Catalina      | CSS                 | —         | MPC                           |
| 435228     | 2007 RR300 | 12 set 2007 | Mount Lemmon  | Mount Lemmon Survey | —         | MPC                           |
| 435229     | 2007 RB308 | 10 set 2007 | Mount Lemmon  | Mount Lemmon Survey | Vesta     | MPC                           |
| 435230     | 2007 RO309 | 15 set 2007 | Socorro       | LINEAR              | —         | MPC                           |
| 435231     | 2007 RC314 | 13 set 2007 | Mount Lemmon  | Mount Lemmon Survey | —         | MPC                           |
| 435232     | 2007 RW314 | 3 set 2007  | Catalina      | CSS                 | —         | MPC                           |
| 435233     | 2007 RC317 | 10 set 2007 | Kitt Peak     | Spacewatch          | —         | MPC                           |
| 435234     | 2007 RS317 | 10 set 2007 | Mount Lemmon  | Mount Lemmon Survey | —         | MPC                           |
| 435235     | 2007 RR319 | 12 set 2007 | Mount Lemmon  | Mount Lemmon Survey | —         | MPC                           |
| 435236     | 2007 RU320 | 14 set 2007 | Mount Lemmon  | Mount Lemmon Survey | Brangane  | MPC                           |
| 435237     | 2007 RC323 | 14 set 2007 | Mount Lemmon  | Mount Lemmon Survey | —         | MPC                           |
| 435238     | 2007 RE323 | 15 set 2007 | Socorro       | LINEAR              | —         | MPC                           |
| 435239     | 2007 RE324 | 14 set 2007 | Mount Lemmon  | Mount Lemmon Survey | —         | MPC                           |
| 435240     | 2007 SV15  | 27 ago 1998 | Kitt Peak     | Spacewatch          | —         | MPC                           |
| 435241     | 2007 SD20  | 19 set 2007 | Kitt Peak     | Spacewatch          | —         | MPC                           |
| 435242     | 2007 SY22  | 21 set 2007 | Kitt Peak     | Spacewatch          | —         | MPC                           |
| 435243     | 2007 TD11  | 6 out 2007  | Socorro       | LINEAR              | —         | MPC                           |
| 435244     | 2007 TA20  | 6 out 2007  | Socorro       | LINEAR              | —         | MPC                           |
| 435245     | 2007 TM22  | 9 out 2007  | Eskridge      | G. Hug              | —         | MPC                           |
| 435246     | 2007 TV24  | 11 out 2007 | Socorro       | LINEAR              | —         | MPC                           |
| 435247     | 2007 TX34  | 6 out 2007  | Kitt Peak     | Spacewatch          | —         | MPC                           |
| 435248     | 2007 TQ36  | 5 set 2007  | Catalina      | CSS                 | —         | MPC                           |
| 435249     | 2007 TX39  | 9 set 2007  | Mount Lemmon  | Mount Lemmon Survey | —         | MPC                           |
| 435250     | 2007 TX55  | 4 out 2007  | Kitt Peak     | Spacewatch          | Brangane  | MPC                           |
| 435251     | 2007 TM57  | 4 out 2007  | Kitt Peak     | Spacewatch          | —         | MPC                           |
| 435252     | 2007 TB68  | 10 out 2007 | Mount Lemmon  | Mount Lemmon Survey | —         | MPC                           |
| 435253     | 2007 TT81  | 7 out 2007  | Catalina      | CSS                 | —         | MPC                           |
| 435254     | 2007 TV87  | 8 out 2007  | Mount Lemmon  | Mount Lemmon Survey | —         | MPC                           |
| 435255     | 2007 TC99  | 8 out 2007  | Mount Lemmon  | Mount Lemmon Survey | —         | MPC                           |
| 435256     | 2007 TM133 | 7 out 2007  | Mount Lemmon  | Mount Lemmon Survey | Brangane  | MPC                           |
| 435257     | 2007 TN141 | 9 out 2007  | Mount Lemmon  | Mount Lemmon Survey | —         | MPC                           |
| 435258     | 2007 TL146 | 5 set 2007  | Mount Lemmon  | Mount Lemmon Survey | —         | MPC                           |
| 435259     | 2007 TR164 | 12 set 2007 | Mount Lemmon  | Mount Lemmon Survey | —         | MPC                           |
| 435260     | 2007 TX164 | 11 out 2007 | Socorro       | LINEAR              | —         | MPC                           |
| 435261     | 2007 TH185 | 8 out 2007  | Kitt Peak     | Spacewatch          | —         | MPC                           |
| 435262     | 2007 TQ189 | 25 mai 2006 | Mount Lemmon  | Mount Lemmon Survey | —         | MPC                           |
| 435263     | 2007 TN199 | 8 out 2007  | Kitt Peak     | Spacewatch          | —         | MPC                           |
| 435264     | 2007 TV214 | 7 out 2007  | Kitt Peak     | Spacewatch          | —         | MPC                           |
| 435265     | 2007 TN218 | 7 out 2007  | Kitt Peak     | Spacewatch          | Brangane  | MPC                           |
| 435266     | 2007 TV227 | 8 out 2007  | Kitt Peak     | Spacewatch          | —         | MPC                           |
| 435267     | 2007 TH228 | 8 out 2007  | Kitt Peak     | Spacewatch          | —         | MPC                           |
| 435268     | 2007 TM230 | 8 out 2007  | Kitt Peak     | Spacewatch          | Brangane  | MPC                           |
| 435269     | 2007 TO245 | 8 out 2007  | Mount Lemmon  | Mount Lemmon Survey | Themis    | MPC                           |
| 435270     | 2007 TM246 | 9 out 2007  | Kitt Peak     | Spacewatch          | —         | MPC                           |
| 435271     | 2007 TV252 | 7 out 2007  | Mount Lemmon  | Mount Lemmon Survey | —         | MPC                           |
| 435272     | 2007 TR262 | 15 set 2007 | Mount Lemmon  | Mount Lemmon Survey | —         | MPC                           |
| 435273     | 2007 TW272 | 9 out 2007  | Kitt Peak     | Spacewatch          | —         | MPC                           |
| 435274     | 2007 TS281 | 7 out 2007  | Catalina      | CSS                 | —         | MPC                           |
| 435275     | 2007 TK288 | 11 out 2007 | Catalina      | CSS                 | —         | MPC                           |
| 435276     | 2007 TX300 | 8 out 2007  | Kitt Peak     | Spacewatch          | Hanna     | MPC                           |
| 435277     | 2007 TS305 | 13 set 2007 | Kitt Peak     | Spacewatch          | —         | MPC                           |
| 435278     | 2007 TP315 | 12 out 2007 | Kitt Peak     | Spacewatch          | —         | MPC                           |
| 435279     | 2007 TO317 | 12 out 2007 | Kitt Peak     | Spacewatch          | Ursula    | MPC                           |
| 435280     | 2007 TT319 | 12 out 2007 | Kitt Peak     | Spacewatch          | —         | MPC                           |
| 435281     | 2007 TU328 | 7 out 2007  | Kitt Peak     | Spacewatch          | —         | MPC                           |
| 435282     | 2007 TV333 | 14 set 2007 | Mount Lemmon  | Mount Lemmon Survey | —         | MPC                           |
| 435283     | 2007 TC347 | 13 out 2007 | Mount Lemmon  | Mount Lemmon Survey | —         | MPC                           |
| 435284     | 2007 TE361 | 14 out 2007 | Mount Lemmon  | Mount Lemmon Survey | —         | MPC                           |
| 435285     | 2007 TU372 | 14 out 2007 | Mount Lemmon  | Mount Lemmon Survey | —         | MPC                           |
| 435286     | 2007 TM377 | 11 out 2007 | Catalina      | CSS                 | —         | MPC                           |
| 435287     | 2007 TO382 | 14 out 2007 | Kitt Peak     | Spacewatch          | —         | MPC                           |
| 435288     | 2007 TS384 | 14 out 2007 | Mount Lemmon  | Mount Lemmon Survey | Brangane  | MPC                           |
| 435289     | 2007 TA388 | 13 out 2007 | Mount Lemmon  | Mount Lemmon Survey | —         | MPC                           |
| 435290     | 2007 TF400 | 10 out 2007 | Catalina      | CSS                 | —         | MPC                           |
| 435291     | 2007 TT412 | 15 out 2007 | Anderson Mesa | LONEOS              | —         | MPC                           |
| 435292     | 2007 TQ413 | 15 out 2007 | Anderson Mesa | LONEOS              | —         | MPC                           |
| 435293     | 2007 TV413 | 15 out 2007 | Catalina      | CSS                 | —         | MPC                           |
| 435294     | 2007 TM423 | 4 out 2007  | Kitt Peak     | Spacewatch          | —         | MPC                           |
| 435295     | 2007 TS426 | 9 out 2007  | Kitt Peak     | Spacewatch          | Brangane  | MPC                           |
| 435296     | 2007 TQ429 | 10 set 2007 | Mount Lemmon  | Mount Lemmon Survey | —         | MPC                           |
| 435297     | 2007 TZ430 | 7 out 2007  | Mount Lemmon  | Mount Lemmon Survey | —         | MPC                           |
| 435298     | 2007 TS433 | 12 out 2007 | Catalina      | CSS                 | —         | MPC                           |
| 435299     | 2007 TX442 | 10 out 2007 | Catalina      | CSS                 | —         | MPC                           |
| 435300     | 2007 TB450 | 10 out 2007 | Mount Lemmon  | Mount Lemmon Survey | —         | MPC                           |

## 435301–435400
| Designação | Designação | Descoberta  | Descoberta        | Descobridor(es)     | Categoria | Mais informações / Referência |
| Permanente | Provisória | Data        | Local             | Descobridor(es)     | Categoria | Mais informações / Referência |
| ---------- | ---------- | ----------- | ----------------- | ------------------- | --------- | ----------------------------- |
| 435301     | 2007 TD452 | 14 out 2007 | Mount Lemmon      | Mount Lemmon Survey | —         | MPC                           |
| 435302     | 2007 US6   | 21 out 2007 | Socorro           | LINEAR              | —         | MPC                           |
| 435303     | 2007 UW14  | 17 out 2007 | Catalina          | CSS                 | —         | MPC                           |
| 435304     | 2007 UV41  | 16 out 2007 | Mount Lemmon      | Mount Lemmon Survey | Brangane  | MPC                           |
| 435305     | 2007 UN44  | 18 out 2007 | Mount Lemmon      | Mount Lemmon Survey | —         | MPC                           |
| 435306     | 2007 UD51  | 24 out 2007 | Mount Lemmon      | Mount Lemmon Survey | —         | MPC                           |
| 435307     | 2007 UH54  | 30 out 2007 | Kitt Peak         | Spacewatch          | —         | MPC                           |
| 435308     | 2007 UV55  | 30 out 2007 | Kitt Peak         | Spacewatch          | —         | MPC                           |
| 435309     | 2007 UZ57  | 10 out 2007 | Kitt Peak         | Spacewatch          | —         | MPC                           |
| 435310     | 2007 UW60  | 30 out 2007 | Mount Lemmon      | Mount Lemmon Survey | —         | MPC                           |
| 435311     | 2007 UT63  | 7 out 2007  | Mount Lemmon      | Mount Lemmon Survey | —         | MPC                           |
| 435312     | 2007 UC79  | 8 out 2007  | Kitt Peak         | Spacewatch          | —         | MPC                           |
| 435313     | 2007 UX96  | 30 out 2007 | Kitt Peak         | Spacewatch          | Brangane  | MPC                           |
| 435314     | 2007 UW99  | 16 out 2007 | Mount Lemmon      | Mount Lemmon Survey | —         | MPC                           |
| 435315     | 2007 UH102 | 24 ago 2007 | Kitt Peak         | Spacewatch          | —         | MPC                           |
| 435316     | 2007 UK111 | 4 out 2007  | Kitt Peak         | Spacewatch          | —         | MPC                           |
| 435317     | 2007 UE122 | 20 out 2007 | Kitt Peak         | Spacewatch          | —         | MPC                           |
| 435318     | 2007 UJ122 | 8 out 2007  | Mount Lemmon      | Mount Lemmon Survey | —         | MPC                           |
| 435319     | 2007 UQ126 | 16 out 2007 | Mount Lemmon      | Mount Lemmon Survey | Brangane  | MPC                           |
| 435320     | 2007 UZ130 | 17 out 2007 | Mount Lemmon      | Mount Lemmon Survey | —         | MPC                           |
| 435321     | 2007 UZ139 | 31 out 2007 | Mount Lemmon      | Mount Lemmon Survey | —         | MPC                           |
| 435322     | 2007 UV140 | 20 out 2007 | Mount Lemmon      | Mount Lemmon Survey | —         | MPC                           |
| 435323     | 2007 VB5   | 3 nov 2007  | Dauban            | Chante-Perdrix Obs. | —         | MPC                           |
| 435324     | 2007 VZ8   | 19 out 2007 | Socorro           | LINEAR              | —         | MPC                           |
| 435325     | 2007 VN11  | 2 nov 2007  | Catalina          | CSS                 | —         | MPC                           |
| 435326     | 2007 VU11  | 31 out 2007 | Mount Lemmon      | Mount Lemmon Survey | —         | MPC                           |
| 435327     | 2007 VF18  | 7 out 2007  | Mount Lemmon      | Mount Lemmon Survey | —         | MPC                           |
| 435328     | 2007 VW23  | 10 out 2007 | Kitt Peak         | Spacewatch          | —         | MPC                           |
| 435329     | 2007 VO26  | 26 set 2007 | Mount Lemmon      | Mount Lemmon Survey | —         | MPC                           |
| 435330     | 2007 VK31  | 11 out 2007 | Kitt Peak         | Spacewatch          | —         | MPC                           |
| 435331     | 2007 VY42  | 3 nov 2007  | Kitt Peak         | Spacewatch          | Brangane  | MPC                           |
| 435332     | 2007 VX45  | 16 out 2007 | Catalina          | CSS                 | —         | MPC                           |
| 435333     | 2007 VR46  | 1 nov 2007  | Kitt Peak         | Spacewatch          | —         | MPC                           |
| 435334     | 2007 VR49  | 1 nov 2007  | Kitt Peak         | Spacewatch          | —         | MPC                           |
| 435335     | 2007 VG50  | 1 nov 2007  | Kitt Peak         | Spacewatch          | Brangane  | MPC                           |
| 435336     | 2007 VS50  | 1 nov 2007  | Kitt Peak         | Spacewatch          | —         | MPC                           |
| 435337     | 2007 VE59  | 1 nov 2007  | Kitt Peak         | Spacewatch          | —         | MPC                           |
| 435338     | 2007 VU68  | 3 nov 2007  | Mount Lemmon      | Mount Lemmon Survey | Brangane  | MPC                           |
| 435339     | 2007 VE105 | 3 nov 2007  | Kitt Peak         | Spacewatch          | —         | MPC                           |
| 435340     | 2007 VO106 | 3 nov 2007  | Kitt Peak         | Spacewatch          | —         | MPC                           |
| 435341     | 2007 VP111 | 30 out 2007 | Kitt Peak         | Spacewatch          | —         | MPC                           |
| 435342     | 2007 VY113 | 3 nov 2007  | Kitt Peak         | Spacewatch          | —         | MPC                           |
| 435343     | 2007 VB121 | 5 nov 2007  | Kitt Peak         | Spacewatch          | Eos       | MPC                           |
| 435344     | 2007 VM124 | 5 nov 2007  | Mount Lemmon      | Mount Lemmon Survey | —         | MPC                           |
| 435345     | 2007 VS147 | 4 nov 2007  | Kitt Peak         | Spacewatch          | Brangane  | MPC                           |
| 435346     | 2007 VB153 | 3 nov 2007  | Kitt Peak         | Spacewatch          | —         | MPC                           |
| 435347     | 2007 VB160 | 5 nov 2007  | Kitt Peak         | Spacewatch          | —         | MPC                           |
| 435348     | 2007 VN168 | 5 nov 2007  | Kitt Peak         | Spacewatch          | —         | MPC                           |
| 435349     | 2007 VY170 | 7 nov 2007  | Kitt Peak         | Spacewatch          | —         | MPC                           |
| 435350     | 2007 VP172 | 2 nov 2007  | Mount Lemmon      | Mount Lemmon Survey | —         | MPC                           |
| 435351     | 2007 VS182 | 12 out 2007 | Kitt Peak         | Spacewatch          | —         | MPC                           |
| 435352     | 2007 VC194 | 8 out 2007  | Kitt Peak         | Spacewatch          | —         | MPC                           |
| 435353     | 2007 VO209 | 9 set 2007  | Mount Lemmon      | Mount Lemmon Survey | Brangane  | MPC                           |
| 435354     | 2007 VJ213 | 14 out 2007 | Mount Lemmon      | Mount Lemmon Survey | —         | MPC                           |
| 435355     | 2007 VO218 | 5 nov 2007  | Kitt Peak         | Spacewatch          | —         | MPC                           |
| 435356     | 2007 VF230 | 17 out 2007 | Mount Lemmon      | Mount Lemmon Survey | —         | MPC                           |
| 435357     | 2007 VG231 | 7 nov 2007  | Kitt Peak         | Spacewatch          | —         | MPC                           |
| 435358     | 2007 VK237 | 18 set 2007 | Mount Lemmon      | Mount Lemmon Survey | —         | MPC                           |
| 435359     | 2007 VD242 | 12 nov 2007 | Catalina          | CSS                 | —         | MPC                           |
| 435360     | 2007 VP247 | 13 nov 2007 | Mount Lemmon      | Mount Lemmon Survey | —         | MPC                           |
| 435361     | 2007 VN250 | 15 nov 2007 | Mount Lemmon      | Mount Lemmon Survey | Brangane  | MPC                           |
| 435362     | 2007 VF262 | 13 nov 2007 | Mount Lemmon      | Mount Lemmon Survey | —         | MPC                           |
| 435363     | 2007 VT286 | 14 nov 2007 | Kitt Peak         | Spacewatch          | —         | MPC                           |
| 435364     | 2007 VA287 | 15 nov 2007 | Anderson Mesa     | LONEOS              | —         | MPC                           |
| 435365     | 2007 VD287 | 10 out 2007 | Kitt Peak         | Spacewatch          | —         | MPC                           |
| 435366     | 2007 VV290 | 2 nov 2007  | Kitt Peak         | Spacewatch          | —         | MPC                           |
| 435367     | 2007 VK291 | 14 nov 2007 | Kitt Peak         | Spacewatch          | —         | MPC                           |
| 435368     | 2007 VJ292 | 14 nov 2007 | Kitt Peak         | Spacewatch          | —         | MPC                           |
| 435369     | 2007 VB307 | 2 nov 2007  | Mount Lemmon      | Mount Lemmon Survey | —         | MPC                           |
| 435370     | 2007 VS308 | 7 nov 2007  | Kitt Peak         | Spacewatch          | —         | MPC                           |
| 435371     | 2007 VX316 | 11 nov 2007 | Mount Lemmon      | Mount Lemmon Survey | —         | MPC                           |
| 435372     | 2007 VU320 | 2 nov 2007  | Mount Lemmon      | Mount Lemmon Survey | —         | MPC                           |
| 435373     | 2007 VV327 | 27 jan 1998 | Caussols          | ODAS                | —         | MPC                           |
| 435374     | 2007 VR329 | 1 nov 2007  | Kitt Peak         | Spacewatch          | —         | MPC                           |
| 435375     | 2007 VS330 | 4 nov 2007  | Mount Lemmon      | Mount Lemmon Survey | —         | MPC                           |
| 435376     | 2007 VU330 | 4 nov 2007  | Kitt Peak         | Spacewatch          | —         | MPC                           |
| 435377     | 2007 WL14  | 1 nov 2007  | Kitt Peak         | Spacewatch          | —         | MPC                           |
| 435378     | 2007 WC20  | 2 nov 2007  | Mount Lemmon      | Mount Lemmon Survey | —         | MPC                           |
| 435379     | 2007 WJ25  | 18 nov 2007 | Mount Lemmon      | Mount Lemmon Survey | Hanna     | MPC                           |
| 435380     | 2007 WD42  | 18 nov 2007 | Mount Lemmon      | Mount Lemmon Survey | —         | MPC                           |
| 435381     | 2007 XA16  | 8 dez 2007  | La Sagra          | Mallorca Obs.       | —         | MPC                           |
| 435382     | 2007 XG16  | 15 set 2007 | Mount Lemmon      | Mount Lemmon Survey | —         | MPC                           |
| 435383     | 2007 XN34  | 8 nov 2007  | Socorro           | LINEAR              | —         | MPC                           |
| 435384     | 2007 XF44  | 15 dez 2007 | Kitt Peak         | Spacewatch          | —         | MPC                           |
| 435385     | 2007 XU49  | 15 dez 2007 | Kitt Peak         | Spacewatch          | —         | MPC                           |
| 435386     | 2007 XQ55  | 9 out 2007  | Kitt Peak         | Spacewatch          | —         | MPC                           |
| 435387     | 2007 XT56  | 3 dez 2007  | Kitt Peak         | Spacewatch          | —         | MPC                           |
| 435388     | 2007 XP57  | 4 dez 2007  | Mount Lemmon      | Mount Lemmon Survey | —         | MPC                           |
| 435389     | 2007 YY10  | 2 nov 2007  | Mount Lemmon      | Mount Lemmon Survey | —         | MPC                           |
| 435390     | 2007 YO13  | 11 nov 2007 | Mount Lemmon      | Mount Lemmon Survey | —         | MPC                           |
| 435391     | 2007 YO16  | 16 dez 2007 | Kitt Peak         | Spacewatch          | —         | MPC                           |
| 435392     | 2007 YP23  | 12 nov 2007 | Mount Lemmon      | Mount Lemmon Survey | —         | MPC                           |
| 435393     | 2007 YW25  | 18 dez 2007 | Mount Lemmon      | Mount Lemmon Survey | —         | MPC                           |
| 435394     | 2007 YO28  | 19 dez 2007 | Kitt Peak         | Spacewatch          | —         | MPC                           |
| 435395     | 2007 YA30  | 28 dez 2007 | Junk Bond         | D. Healy            | —         | MPC                           |
| 435396     | 2007 YE42  | 30 dez 2007 | Kitt Peak         | Spacewatch          | —         | MPC                           |
| 435397     | 2007 YN53  | 30 dez 2007 | Kitt Peak         | Spacewatch          | —         | MPC                           |
| 435398     | 2007 YH65  | 31 dez 2007 | Kitt Peak         | Spacewatch          | Eos       | MPC                           |
| 435399     | 2007 YL74  | 31 dez 2007 | Lulin Observatory | LUSS                | —         | MPC                           |
| 435400     | 2007 YS74  | 30 dez 2007 | Mount Lemmon      | Mount Lemmon Survey | —         | MPC                           |

## 435401–435500
| Designação | Designação | Descoberta  | Descoberta    | Descobridor(es)     | Categoria | Mais informações / Referência |
| Permanente | Provisória | Data        | Local         | Descobridor(es)     | Categoria | Mais informações / Referência |
| ---------- | ---------- | ----------- | ------------- | ------------------- | --------- | ----------------------------- |
| 435401     | 2008 AZ8   | 30 dez 2007 | Mount Lemmon  | Mount Lemmon Survey | —         | MPC                           |
| 435402     | 2008 AU10  | 10 jan 2008 | Mount Lemmon  | Mount Lemmon Survey | —         | MPC                           |
| 435403     | 2008 AW12  | 10 jan 2008 | Mount Lemmon  | Mount Lemmon Survey | —         | MPC                           |
| 435404     | 2008 AT28  | 10 jan 2008 | Kitt Peak     | Spacewatch          | —         | MPC                           |
| 435405     | 2008 AL30  | 11 jan 2008 | Desert Eagle  | W. K. Y. Yeung      | —         | MPC                           |
| 435406     | 2008 AU47  | 4 dez 2007  | Mount Lemmon  | Mount Lemmon Survey | —         | MPC                           |
| 435407     | 2008 AM59  | 15 dez 2007 | Mount Lemmon  | Mount Lemmon Survey | —         | MPC                           |
| 435408     | 2008 AP59  | 11 jan 2008 | Kitt Peak     | Spacewatch          | —         | MPC                           |
| 435409     | 2008 AU62  | 11 jan 2008 | Mount Lemmon  | Mount Lemmon Survey | —         | MPC                           |
| 435410     | 2008 AD83  | 11 nov 2007 | Mount Lemmon  | Mount Lemmon Survey | —         | MPC                           |
| 435411     | 2008 AW83  | 11 nov 2007 | Mount Lemmon  | Mount Lemmon Survey | —         | MPC                           |
| 435412     | 2008 AR85  | 31 dez 2007 | Mount Lemmon  | Mount Lemmon Survey | Ursula    | MPC                           |
| 435413     | 2008 AA93  | 14 jan 2008 | Kitt Peak     | Spacewatch          | —         | MPC                           |
| 435414     | 2008 AU99  | 18 set 2003 | Kitt Peak     | Spacewatch          | —         | MPC                           |
| 435415     | 2008 AB133 | 31 dez 2007 | Kitt Peak     | Spacewatch          | Brangane  | MPC                           |
| 435416     | 2008 AS137 | 10 jan 2008 | Kitt Peak     | Spacewatch          | —         | MPC                           |
| 435417     | 2008 AZ137 | 12 jan 2008 | Mount Lemmon  | Mount Lemmon Survey | —         | MPC                           |
| 435418     | 2008 BX14  | 23 nov 2006 | Mount Lemmon  | Mount Lemmon Survey | —         | MPC                           |
| 435419     | 2008 BO35  | 30 jan 2008 | Kitt Peak     | Spacewatch          | —         | MPC                           |
| 435420     | 2008 BW44  | 13 nov 2006 | Catalina      | CSS                 | —         | MPC                           |
| 435421     | 2008 BH48  | 18 jan 2008 | Kitt Peak     | Spacewatch          | —         | MPC                           |
| 435422     | 2008 BW48  | 30 jan 2008 | Mount Lemmon  | Mount Lemmon Survey | —         | MPC                           |
| 435423     | 2008 CR5   | 6 fev 2008  | Socorro       | LINEAR              | —         | MPC                           |
| 435424     | 2008 CQ8   | 11 jan 2008 | Mount Lemmon  | Mount Lemmon Survey | —         | MPC                           |
| 435425     | 2008 CC9   | 14 jan 2008 | Kitt Peak     | Spacewatch          | —         | MPC                           |
| 435426     | 2008 CE29  | 10 jan 2008 | Mount Lemmon  | Mount Lemmon Survey | —         | MPC                           |
| 435427     | 2008 CN37  | 2 fev 2008  | Kitt Peak     | Spacewatch          | —         | MPC                           |
| 435428     | 2008 CW39  | 15 jan 2008 | Mount Lemmon  | Mount Lemmon Survey | —         | MPC                           |
| 435429     | 2008 CO50  | 6 fev 2008  | Anderson Mesa | LONEOS              | —         | MPC                           |
| 435430     | 2008 CH78  | 7 fev 2008  | Kitt Peak     | Spacewatch          | —         | MPC                           |
| 435431     | 2008 CL78  | 7 nov 2007  | Mount Lemmon  | Mount Lemmon Survey | —         | MPC                           |
| 435432     | 2008 CX122 | 7 fev 2008  | Mount Lemmon  | Mount Lemmon Survey | —         | MPC                           |
| 435433     | 2008 CY123 | 15 jan 2008 | Mount Lemmon  | Mount Lemmon Survey | —         | MPC                           |
| 435434     | 2008 CA129 | 8 fev 2008  | Kitt Peak     | Spacewatch          | —         | MPC                           |
| 435435     | 2008 CW140 | 8 fev 2008  | Mount Lemmon  | Mount Lemmon Survey | —         | MPC                           |
| 435436     | 2008 CT146 | 9 fev 2008  | Kitt Peak     | Spacewatch          | —         | MPC                           |
| 435437     | 2008 CJ147 | 9 fev 2008  | Kitt Peak     | Spacewatch          | —         | MPC                           |
| 435438     | 2008 CS161 | 28 dez 2007 | Kitt Peak     | Spacewatch          | —         | MPC                           |
| 435439     | 2008 CD172 | 12 fev 2008 | Mount Lemmon  | Mount Lemmon Survey | —         | MPC                           |
| 435440     | 2008 CN195 | 1 fev 2008  | Kitt Peak     | Spacewatch          | —         | MPC                           |
| 435441     | 2008 DJ5   | 28 fev 2008 | Mount Lemmon  | Mount Lemmon Survey | —         | MPC                           |
| 435442     | 2008 DW6   | 24 fev 2008 | Kitt Peak     | Spacewatch          | —         | MPC                           |
| 435443     | 2008 DF19  | 7 fev 2008  | Kitt Peak     | Spacewatch          | —         | MPC                           |
| 435444     | 2008 DP20  | 28 fev 2008 | Mount Lemmon  | Mount Lemmon Survey | —         | MPC                           |
| 435445     | 2008 DJ55  | 26 fev 2008 | Kitt Peak     | Spacewatch          | —         | MPC                           |
| 435446     | 2008 DR66  | 29 fev 2008 | Kitt Peak     | Spacewatch          | —         | MPC                           |
| 435447     | 2008 DU68  | 29 fev 2008 | Kitt Peak     | Spacewatch          | —         | MPC                           |
| 435448     | 2008 DH78  | 8 fev 2008  | Mount Lemmon  | Mount Lemmon Survey | —         | MPC                           |
| 435449     | 2008 DS81  | 27 fev 2008 | Kitt Peak     | Spacewatch          | —         | MPC                           |
| 435450     | 2008 ET25  | 15 jan 2008 | Mount Lemmon  | Mount Lemmon Survey | —         | MPC                           |
| 435451     | 2008 EW73  | 27 fev 2008 | Kitt Peak     | Spacewatch          | —         | MPC                           |
| 435452     | 2008 EB103 | 5 mar 2008  | Mount Lemmon  | Mount Lemmon Survey | —         | MPC                           |
| 435453     | 2008 EO116 | 8 mar 2008  | Kitt Peak     | Spacewatch          | —         | MPC                           |
| 435454     | 2008 ER117 | 9 mar 2008  | Mount Lemmon  | Mount Lemmon Survey | —         | MPC                           |
| 435455     | 2008 EM139 | 11 mar 2008 | Catalina      | CSS                 | —         | MPC                           |
| 435456     | 2008 EN142 | 12 mar 2008 | Kitt Peak     | Spacewatch          | —         | MPC                           |
| 435457     | 2008 EY147 | 1 mar 2008  | Kitt Peak     | Spacewatch          | —         | MPC                           |
| 435458     | 2008 ES149 | 5 mar 2008  | Kitt Peak     | Spacewatch          | —         | MPC                           |
| 435459     | 2008 ES150 | 4 mar 2008  | Mount Lemmon  | Mount Lemmon Survey | —         | MPC                           |
| 435460     | 2008 ES161 | 9 mar 2008  | Kitt Peak     | Spacewatch          | —         | MPC                           |
| 435461     | 2008 FL3   | 25 mar 2008 | Kitt Peak     | Spacewatch          | —         | MPC                           |
| 435462     | 2008 FW4   | 26 mar 2008 | Mount Lemmon  | Mount Lemmon Survey | —         | MPC                           |
| 435463     | 2008 FY9   | 26 mar 2008 | Kitt Peak     | Spacewatch          | —         | MPC                           |
| 435464     | 2008 FZ16  | 27 mar 2008 | Kitt Peak     | Spacewatch          | —         | MPC                           |
| 435465     | 2008 FA23  | 10 mar 2008 | Mount Lemmon  | Mount Lemmon Survey | —         | MPC                           |
| 435466     | 2008 FA38  | 4 mar 2008  | Mount Lemmon  | Mount Lemmon Survey | —         | MPC                           |
| 435467     | 2008 FB41  | 28 mar 2008 | Kitt Peak     | Spacewatch          | —         | MPC                           |
| 435468     | 2008 FD51  | 28 mar 2008 | Mount Lemmon  | Mount Lemmon Survey | —         | MPC                           |
| 435469     | 2008 FQ66  | 28 mar 2008 | Kitt Peak     | Spacewatch          | —         | MPC                           |
| 435470     | 2008 FM68  | 5 mar 2008  | Mount Lemmon  | Mount Lemmon Survey | —         | MPC                           |
| 435471     | 2008 FT68  | 28 mar 2008 | Mount Lemmon  | Mount Lemmon Survey | —         | MPC                           |
| 435472     | 2008 FS75  | 31 mar 2008 | Mount Lemmon  | Mount Lemmon Survey | —         | MPC                           |
| 435473     | 2008 FD84  | 10 mar 2008 | Kitt Peak     | Spacewatch          | —         | MPC                           |
| 435474     | 2008 FD98  | 30 mar 2008 | Kitt Peak     | Spacewatch          | —         | MPC                           |
| 435475     | 2008 FN102 | 30 mar 2008 | Kitt Peak     | Spacewatch          | —         | MPC                           |
| 435476     | 2008 FC103 | 30 mar 2008 | Kitt Peak     | Spacewatch          | —         | MPC                           |
| 435477     | 2008 FU106 | 31 mar 2008 | Kitt Peak     | Spacewatch          | —         | MPC                           |
| 435478     | 2008 FC116 | 31 mar 2008 | Mount Lemmon  | Mount Lemmon Survey | —         | MPC                           |
| 435479     | 2008 FG119 | 31 mar 2008 | Mount Lemmon  | Mount Lemmon Survey | —         | MPC                           |
| 435480     | 2008 FR122 | 26 mar 2008 | Kitt Peak     | Spacewatch          | —         | MPC                           |
| 435481     | 2008 FS124 | 30 mar 2008 | Kitt Peak     | Spacewatch          | —         | MPC                           |
| 435482     | 2008 FB130 | 29 mar 2008 | Mount Lemmon  | Mount Lemmon Survey | —         | MPC                           |
| 435483     | 2008 FU136 | 29 mar 2008 | Kitt Peak     | Spacewatch          | Flora     | MPC                           |
| 435484     | 2008 GY2   | 11 mar 2008 | Catalina      | CSS                 | —         | MPC                           |
| 435485     | 2008 GV4   | 10 fev 2008 | Kitt Peak     | Spacewatch          | —         | MPC                           |
| 435486     | 2008 GD6   | 27 mar 2008 | Kitt Peak     | Spacewatch          | —         | MPC                           |
| 435487     | 2008 GJ9   | 1 abr 2008  | Kitt Peak     | Spacewatch          | —         | MPC                           |
| 435488     | 2008 GH11  | 1 abr 2008  | Kitt Peak     | Spacewatch          | —         | MPC                           |
| 435489     | 2008 GL35  | 3 abr 2008  | Kitt Peak     | Spacewatch          | —         | MPC                           |
| 435490     | 2008 GW36  | 3 abr 2008  | Kitt Peak     | Spacewatch          | —         | MPC                           |
| 435491     | 2008 GF43  | 4 abr 2008  | Mount Lemmon  | Mount Lemmon Survey | —         | MPC                           |
| 435492     | 2008 GZ49  | 5 abr 2008  | Kitt Peak     | Spacewatch          | —         | MPC                           |
| 435493     | 2008 GK75  | 30 mar 2008 | Kitt Peak     | Spacewatch          | —         | MPC                           |
| 435494     | 2008 GT79  | 7 abr 2008  | Kitt Peak     | Spacewatch          | Mitidika  | MPC                           |
| 435495     | 2008 GB80  | 7 abr 2008  | Kitt Peak     | Spacewatch          | —         | MPC                           |
| 435496     | 2008 GR81  | 7 abr 2008  | Kitt Peak     | Spacewatch          | —         | MPC                           |
| 435497     | 2008 GP85  | 3 abr 2008  | Kitt Peak     | Spacewatch          | —         | MPC                           |
| 435498     | 2008 GF90  | 5 mar 2008  | Kitt Peak     | Spacewatch          | —         | MPC                           |
| 435499     | 2008 GN94  | 28 mar 2008 | Kitt Peak     | Spacewatch          | —         | MPC                           |
| 435500     | 2008 GK100 | 9 abr 2008  | Kitt Peak     | Spacewatch          | —         | MPC                           |

## 435501–435600
| Designação   | Designação | Descoberta  | Descoberta      | Descobridor(es)       | Categoria | Mais informações / Referência |
| Permanente   | Provisória | Data        | Local           | Descobridor(es)       | Categoria | Mais informações / Referência |
| ------------ | ---------- | ----------- | --------------- | --------------------- | --------- | ----------------------------- |
| 435501       | 2008 GB111 | 11 mar 2008 | Catalina        | CSS                   | —         | MPC                           |
| 435502       | 2008 GD121 | 13 abr 2008 | Kitt Peak       | Spacewatch            | Flora     | MPC                           |
| 435503       | 2008 GK122 | 13 abr 2008 | Kitt Peak       | Spacewatch            | —         | MPC                           |
| 435504       | 2008 GS132 | 14 abr 2008 | Kitt Peak       | Spacewatch            | —         | MPC                           |
| 435505       | 2008 HG10  | 24 abr 2008 | Mount Lemmon    | Mount Lemmon Survey   | —         | MPC                           |
| 435506       | 2008 HK11  | 10 abr 2008 | Kitt Peak       | Spacewatch            | —         | MPC                           |
| 435507       | 2008 HP16  | 25 abr 2008 | Kitt Peak       | Spacewatch            | —         | MPC                           |
| 435508       | 2008 HE23  | 10 mar 2008 | Kitt Peak       | Spacewatch            | —         | MPC                           |
| 435509       | 2008 HF28  | 28 abr 2008 | Kitt Peak       | Spacewatch            | —         | MPC                           |
| 435510       | 2008 HV28  | 28 abr 2008 | Kitt Peak       | Spacewatch            | —         | MPC                           |
| 435511       | 2008 HP41  | 26 abr 2008 | Mount Lemmon    | Mount Lemmon Survey   | —         | MPC                           |
| 435512       | 2008 HU47  | 28 abr 2008 | Kitt Peak       | Spacewatch            | —         | MPC                           |
| 435513       | 2008 HQ50  | 29 abr 2008 | Kitt Peak       | Spacewatch            | —         | MPC                           |
| 435514       | 2008 HJ62  | 30 abr 2008 | Kitt Peak       | Spacewatch            | —         | MPC                           |
| 435515       | 2008 HW66  | 26 abr 2008 | Kitt Peak       | Spacewatch            | —         | MPC                           |
| 435516       | 2008 JE10  | 3 mai 2008  | Kitt Peak       | Spacewatch            | —         | MPC                           |
| 435517       | 2008 JO10  | 8 abr 2008  | Kitt Peak       | Spacewatch            | —         | MPC                           |
| 435518       | 2008 JR11  | 3 mai 2008  | Kitt Peak       | Spacewatch            | —         | MPC                           |
| 435519       | 2008 JQ15  | 2 mai 2008  | Kitt Peak       | Spacewatch            | —         | MPC                           |
| 435520       | 2008 JA16  | 3 mai 2008  | Mount Lemmon    | Mount Lemmon Survey   | —         | MPC                           |
| 435521       | 2008 JL34  | 15 abr 2008 | Mount Lemmon    | Mount Lemmon Survey   | —         | MPC                           |
| 435522       | 2008 JF39  | 4 mai 2008  | Kitt Peak       | Spacewatch            | —         | MPC                           |
| 435523       | 2008 KW4   | 27 mai 2008 | Kitt Peak       | Spacewatch            | —         | MPC                           |
| 435524       | 2008 KR8   | 3 mai 2008  | Kitt Peak       | Spacewatch            | —         | MPC                           |
| 435525       | 2008 KM9   | 27 mai 2008 | Kitt Peak       | Spacewatch            | —         | MPC                           |
| 435526       | 2008 KF15  | 27 mai 2008 | Kitt Peak       | Spacewatch            | —         | MPC                           |
| 435527       | 2008 KU17  | 28 abr 2008 | Kitt Peak       | Spacewatch            | —         | MPC                           |
| 435528       | 2008 KG25  | 29 mai 2008 | Mount Lemmon    | Mount Lemmon Survey   | —         | MPC                           |
| 435529       | 2008 KK25  | 29 mai 2008 | Mount Lemmon    | Mount Lemmon Survey   | —         | MPC                           |
| 435530       | 2008 KC33  | 4 mai 2008  | Kitt Peak       | Spacewatch            | —         | MPC                           |
| 435531       | 2008 KC35  | 27 mai 2008 | Kitt Peak       | Spacewatch            | —         | MPC                           |
| 435532       | 2008 KK35  | 27 mai 2008 | Kitt Peak       | Spacewatch            | —         | MPC                           |
| 435533       | 2008 LA1   | 24 abr 2008 | Kitt Peak       | Spacewatch            | —         | MPC                           |
| 435534       | 2008 LA17  | 13 mai 2008 | Mount Lemmon    | Mount Lemmon Survey   | —         | MPC                           |
| 435535       | 2008 LG17  | 26 mai 2008 | Kitt Peak       | Spacewatch            | —         | MPC                           |
| 435536       | 2008 LN17  | 10 jun 2008 | Kitt Peak       | Spacewatch            | —         | MPC                           |
| 435537       | 2008 ME5   | 30 jun 2008 | Kitt Peak       | Spacewatch            | —         | MPC                           |
| 435538       | 2008 NW2   | 2 jul 2008  | Kitt Peak       | Spacewatch            | —         | MPC                           |
| 435539       | 2008 OV    | 25 jul 2008 | La Sagra        | Mallorca Obs.         | —         | MPC                           |
| 435540       | 2008 OS1   | 14 jun 2008 | Kitt Peak       | Spacewatch            | Juno      | MPC                           |
| 435541       | 2008 OF3   | 27 jul 2008 | Bisei SG Center | BATTeRS               | —         | MPC                           |
| 435542       | 2008 OH20  | 30 jul 2008 | Kitt Peak       | Spacewatch            | —         | MPC                           |
| 435543       | 2008 OJ23  | 25 jul 2008 | Siding Spring   | SSS                   | —         | MPC                           |
| 435544       | 2008 OV23  | 30 jul 2008 | Kitt Peak       | Spacewatch            | Phocaea   | MPC                           |
| 435545       | 2008 OC24  | 30 jul 2008 | Catalina        | CSS                   | —         | MPC                           |
| 435546       | 2008 OK25  | 29 jul 2008 | Mount Lemmon    | Mount Lemmon Survey   | —         | MPC                           |
| 435547       | 2008 PX4   | 5 ago 2008  | Hibiscus        | S. F. Hönig, N. Teamo | —         | MPC                           |
| 435548       | 2008 QT3   | 24 ago 2008 | Črni Vrh        | Črni Vrh              | —         | MPC                           |
| 435549       | 2008 QZ3   | 24 ago 2008 | Vicques         | M. Ory                | —         | MPC                           |
| 435550       | 2008 QY9   | 21 ago 2008 | Kitt Peak       | Spacewatch            | —         | MPC                           |
| 435551       | 2008 QY12  | 7 ago 2008  | Kitt Peak       | Spacewatch            | —         | MPC                           |
| 435552 Morin | 2008 QM14  | 27 ago 2008 | Pises           | Pises Obs.            | —         | MPC                           |
| 435553       | 2008 QB21  | 24 ago 2008 | La Sagra        | Mallorca Obs.         | —         | MPC                           |
| 435554       | 2008 QO36  | 21 ago 2008 | Kitt Peak       | Spacewatch            | —         | MPC                           |
| 435555       | 2008 QF38  | 23 ago 2008 | Kitt Peak       | Spacewatch            | —         | MPC                           |
| 435556       | 2008 QB40  | 27 ago 2008 | La Sagra        | Mallorca Obs.         | —         | MPC                           |
| 435557       | 2008 QG48  | 27 ago 2008 | La Sagra        | Mallorca Obs.         | —         | MPC                           |
| 435558       | 2008 RT3   | 2 set 2008  | Kitt Peak       | Spacewatch            | —         | MPC                           |
| 435559       | 2008 RW3   | 2 set 2008  | Kitt Peak       | Spacewatch            | —         | MPC                           |
| 435560       | 2008 RS9   | 3 set 2008  | Kitt Peak       | Spacewatch            | Vesta     | MPC                           |
| 435561       | 2008 RN25  | 5 set 2008  | Junk Bond       | D. Healy              | Mitidika  | MPC                           |
| 435562       | 2008 RX27  | 1 set 2008  | Siding Spring   | SSS                   | —         | MPC                           |
| 435563       | 2008 RA29  | 2 set 2008  | Kitt Peak       | Spacewatch            | —         | MPC                           |
| 435564       | 2008 RQ30  | 2 set 2008  | Kitt Peak       | Spacewatch            | Mitidika  | MPC                           |
| 435565       | 2008 RM39  | 2 set 2008  | Kitt Peak       | Spacewatch            | —         | MPC                           |
| 435566       | 2008 RN42  | 2 set 2008  | Kitt Peak       | Spacewatch            | —         | MPC                           |
| 435567       | 2008 RS49  | 29 jul 2008 | Mount Lemmon    | Mount Lemmon Survey   | Vesta     | MPC                           |
| 435568       | 2008 RU49  | 3 set 2008  | Kitt Peak       | Spacewatch            | Vesta     | MPC                           |
| 435569       | 2008 RK68  | 4 set 2008  | Kitt Peak       | Spacewatch            | —         | MPC                           |
| 435570       | 2008 RT68  | 4 set 2008  | Kitt Peak       | Spacewatch            | —         | MPC                           |
| 435571       | 2008 RY71  | 21 ago 2008 | Kitt Peak       | Spacewatch            | —         | MPC                           |
| 435572       | 2008 RH73  | 21 ago 2008 | Kitt Peak       | Spacewatch            | —         | MPC                           |
| 435573       | 2008 RA82  | 4 set 2008  | Kitt Peak       | Spacewatch            | Vesta     | MPC                           |
| 435574       | 2008 RD85  | 4 set 2008  | Kitt Peak       | Spacewatch            | —         | MPC                           |
| 435575       | 2008 RX99  | 2 set 2008  | Kitt Peak       | Spacewatch            | —         | MPC                           |
| 435576       | 2008 RO105 | 6 set 2008  | Mount Lemmon    | Mount Lemmon Survey   | —         | MPC                           |
| 435577       | 2008 RV109 | 3 set 2008  | Kitt Peak       | Spacewatch            | —         | MPC                           |
| 435578       | 2008 RB113 | 5 set 2008  | Kitt Peak       | Spacewatch            | —         | MPC                           |
| 435579       | 2008 RJ113 | 5 set 2008  | Kitt Peak       | Spacewatch            | —         | MPC                           |
| 435580       | 2008 RW114 | 6 set 2008  | Mount Lemmon    | Mount Lemmon Survey   | Eos       | MPC                           |
| 435581       | 2008 RE119 | 3 set 2008  | Kitt Peak       | Spacewatch            | Mitidika  | MPC                           |
| 435582       | 2008 RZ121 | 3 set 2008  | Kitt Peak       | Spacewatch            | Vesta     | MPC                           |
| 435583       | 2008 RH122 | 3 set 2008  | Kitt Peak       | Spacewatch            | Vesta     | MPC                           |
| 435584       | 2008 RR122 | 4 set 2008  | Kitt Peak       | Spacewatch            | —         | MPC                           |
| 435585       | 2008 RP129 | 7 set 2008  | Mount Lemmon    | Mount Lemmon Survey   | —         | MPC                           |
| 435586       | 2008 RF130 | 7 set 2008  | Mount Lemmon    | Mount Lemmon Survey   | —         | MPC                           |
| 435587       | 2008 RP136 | 4 set 2008  | Kitt Peak       | Spacewatch            | —         | MPC                           |
| 435588       | 2008 RR139 | 7 set 2008  | Catalina        | CSS                   | —         | MPC                           |
| 435589       | 2008 RV139 | 7 set 2008  | Mount Lemmon    | Mount Lemmon Survey   | —         | MPC                           |
| 435590       | 2008 RW140 | 9 set 2008  | Mount Lemmon    | Mount Lemmon Survey   | Phocaea   | MPC                           |
| 435591       | 2008 SY2   | 19 set 2008 | Socorro         | LINEAR                | —         | MPC                           |
| 435592       | 2008 SJ8   | 5 set 2008  | Kitt Peak       | Spacewatch            | —         | MPC                           |
| 435593       | 2008 SL9   | 4 set 2003  | Kitt Peak       | Spacewatch            | —         | MPC                           |
| 435594       | 2008 SY9   | 22 set 2008 | Socorro         | LINEAR                | —         | MPC                           |
| 435595       | 2008 SN11  | 6 set 2008  | Kitt Peak       | Spacewatch            | —         | MPC                           |
| 435596       | 2008 SJ14  | 29 jul 2008 | Kitt Peak       | Spacewatch            | —         | MPC                           |
| 435597       | 2008 SB21  | 19 set 2008 | Kitt Peak       | Spacewatch            | —         | MPC                           |
| 435598       | 2008 SB36  | 20 set 2008 | Kitt Peak       | Spacewatch            | —         | MPC                           |
| 435599       | 2008 SQ39  | 20 set 2008 | Kitt Peak       | Spacewatch            | —         | MPC                           |
| 435600       | 2008 SK45  | 20 set 2008 | Kitt Peak       | Spacewatch            | —         | MPC                           |

## 435601–435700
| Designação | Designação | Descoberta  | Descoberta    | Descobridor(es)     | Categoria | Mais informações / Referência |
| Permanente | Provisória | Data        | Local         | Descobridor(es)     | Categoria | Mais informações / Referência |
| ---------- | ---------- | ----------- | ------------- | ------------------- | --------- | ----------------------------- |
| 435601     | 2008 SL45  | 20 set 2008 | Kitt Peak     | Spacewatch          | —         | MPC                           |
| 435602     | 2008 SN54  | 20 set 2008 | Mount Lemmon  | Mount Lemmon Survey | —         | MPC                           |
| 435603     | 2008 SF55  | 20 set 2008 | Mount Lemmon  | Mount Lemmon Survey | —         | MPC                           |
| 435604     | 2008 SC59  | 20 set 2008 | Kitt Peak     | Spacewatch          | —         | MPC                           |
| 435605     | 2008 SG61  | 20 set 2008 | Kitt Peak     | Spacewatch          | —         | MPC                           |
| 435606     | 2008 SE62  | 9 set 2008  | Mount Lemmon  | Mount Lemmon Survey | —         | MPC                           |
| 435607     | 2008 SN63  | 7 set 2008  | Mount Lemmon  | Mount Lemmon Survey | —         | MPC                           |
| 435608     | 2008 SL66  | 21 set 2008 | Catalina      | CSS                 | —         | MPC                           |
| 435609     | 2008 SX68  | 22 set 2008 | Kitt Peak     | Spacewatch          | —         | MPC                           |
| 435610     | 2008 SA70  | 6 ago 2008  | Siding Spring | SSS                 | —         | MPC                           |
| 435611     | 2008 SK71  | 22 set 2008 | Kitt Peak     | Spacewatch          | —         | MPC                           |
| 435612     | 2008 SU77  | 23 set 2008 | Mount Lemmon  | Mount Lemmon Survey | —         | MPC                           |
| 435613     | 2008 SP83  | 27 set 2008 | Altschwendt   | W. Ries             | Vesta     | MPC                           |
| 435614     | 2008 SP86  | 20 set 2008 | Kitt Peak     | Spacewatch          | —         | MPC                           |
| 435615     | 2008 SO95  | 21 set 2008 | Kitt Peak     | Spacewatch          | —         | MPC                           |
| 435616     | 2008 SJ100 | 21 set 2008 | Kitt Peak     | Spacewatch          | —         | MPC                           |
| 435617     | 2008 SL101 | 21 set 2008 | Kitt Peak     | Spacewatch          | —         | MPC                           |
| 435618     | 2008 SW104 | 21 set 2008 | Kitt Peak     | Spacewatch          | —         | MPC                           |
| 435619     | 2008 SF105 | 21 set 2008 | Kitt Peak     | Spacewatch          | Phocaea   | MPC                           |
| 435620     | 2008 SP107 | 22 set 2008 | Kitt Peak     | Spacewatch          | Vesta     | MPC                           |
| 435621     | 2008 SJ114 | 22 set 2008 | Kitt Peak     | Spacewatch          | —         | MPC                           |
| 435622     | 2008 SX119 | 22 set 2008 | Mount Lemmon  | Mount Lemmon Survey | —         | MPC                           |
| 435623     | 2008 SA121 | 22 set 2008 | Mount Lemmon  | Mount Lemmon Survey | —         | MPC                           |
| 435624     | 2008 SG121 | 22 set 2008 | Mount Lemmon  | Mount Lemmon Survey | —         | MPC                           |
| 435625     | 2008 SA123 | 22 set 2008 | Mount Lemmon  | Mount Lemmon Survey | —         | MPC                           |
| 435626     | 2008 SB123 | 22 set 2008 | Mount Lemmon  | Mount Lemmon Survey | —         | MPC                           |
| 435627     | 2008 SU125 | 22 set 2008 | Mount Lemmon  | Mount Lemmon Survey | —         | MPC                           |
| 435628     | 2008 SJ128 | 22 set 2008 | Kitt Peak     | Spacewatch          | —         | MPC                           |
| 435629     | 2008 SS128 | 22 set 2008 | Kitt Peak     | Spacewatch          | —         | MPC                           |
| 435630     | 2008 SR129 | 22 set 2008 | Kitt Peak     | Spacewatch          | —         | MPC                           |
| 435631     | 2008 SE133 | 22 set 2008 | Kitt Peak     | Spacewatch          | —         | MPC                           |
| 435632     | 2008 SB137 | 23 set 2008 | Mount Lemmon  | Mount Lemmon Survey | Vesta     | MPC                           |
| 435633     | 2008 SW141 | 24 set 2008 | Mount Lemmon  | Mount Lemmon Survey | —         | MPC                           |
| 435634     | 2008 SX141 | 24 set 2008 | Mount Lemmon  | Mount Lemmon Survey | —         | MPC                           |
| 435635     | 2008 SJ155 | 23 set 2008 | Socorro       | LINEAR              | —         | MPC                           |
| 435636     | 2008 SM158 | 24 set 2008 | Socorro       | LINEAR              | —         | MPC                           |
| 435637     | 2008 SB164 | 28 set 2008 | Socorro       | LINEAR              | —         | MPC                           |
| 435638     | 2008 SA172 | 14 mar 2007 | Catalina      | CSS                 | —         | MPC                           |
| 435639     | 2008 SX187 | 25 set 2008 | Kitt Peak     | Spacewatch          | —         | MPC                           |
| 435640     | 2008 ST193 | 25 set 2008 | Kitt Peak     | Spacewatch          | —         | MPC                           |
| 435641     | 2008 SX193 | 25 set 2008 | Kitt Peak     | Spacewatch          | —         | MPC                           |
| 435642     | 2008 SH204 | 26 set 2008 | Kitt Peak     | Spacewatch          | —         | MPC                           |
| 435643     | 2008 SF210 | 2 set 2008  | Kitt Peak     | Spacewatch          | —         | MPC                           |
| 435644     | 2008 SN219 | 5 set 2008  | Kitt Peak     | Spacewatch          | Phocaea   | MPC                           |
| 435645     | 2008 SY224 | 26 set 2008 | Kitt Peak     | Spacewatch          | Vesta     | MPC                           |
| 435646     | 2008 SR225 | 26 set 2008 | Kitt Peak     | Spacewatch          | —         | MPC                           |
| 435647     | 2008 SB232 | 28 set 2008 | Mount Lemmon  | Mount Lemmon Survey | Vesta     | MPC                           |
| 435648     | 2008 SL237 | 29 set 2008 | Mount Lemmon  | Mount Lemmon Survey | —         | MPC                           |
| 435649     | 2008 SX239 | 21 set 2008 | Kitt Peak     | Spacewatch          | —         | MPC                           |
| 435650     | 2008 SA245 | 2 set 2008  | Kitt Peak     | Spacewatch          | —         | MPC                           |
| 435651     | 2008 SR258 | 22 set 2008 | Catalina      | CSS                 | —         | MPC                           |
| 435652     | 2008 SF263 | 24 set 2008 | Kitt Peak     | Spacewatch          | Vesta     | MPC                           |
| 435653     | 2008 SA266 | 29 set 2008 | Kitt Peak     | Spacewatch          | —         | MPC                           |
| 435654     | 2008 SP269 | 22 set 2008 | Kitt Peak     | Spacewatch          | —         | MPC                           |
| 435655     | 2008 SY269 | 23 set 2008 | Kitt Peak     | Spacewatch          | —         | MPC                           |
| 435656     | 2008 SC270 | 23 set 2008 | Catalina      | CSS                 | —         | MPC                           |
| 435657     | 2008 SV271 | 23 set 2008 | Mount Lemmon  | Mount Lemmon Survey | —         | MPC                           |
| 435658     | 2008 SG274 | 19 set 2008 | Kitt Peak     | Spacewatch          | Vesta     | MPC                           |
| 435659     | 2008 SN274 | 20 set 2008 | Mount Lemmon  | Mount Lemmon Survey | Vesta     | MPC                           |
| 435660     | 2008 SW278 | 25 set 2008 | Kitt Peak     | Spacewatch          | Vesta     | MPC                           |
| 435661     | 2008 SY279 | 24 set 2008 | Kitt Peak     | Spacewatch          | —         | MPC                           |
| 435662     | 2008 SN282 | 22 set 2008 | Kitt Peak     | Spacewatch          | —         | MPC                           |
| 435663     | 2008 SJ288 | 23 set 2008 | Kitt Peak     | Spacewatch          | —         | MPC                           |
| 435664     | 2008 ST288 | 24 set 2008 | Mount Lemmon  | Mount Lemmon Survey | Phocaea   | MPC                           |
| 435665     | 2008 SN290 | 29 set 2008 | Kitt Peak     | Spacewatch          | —         | MPC                           |
| 435666     | 2008 SE291 | 20 set 2008 | Mount Lemmon  | Mount Lemmon Survey | —         | MPC                           |
| 435667     | 2008 SY292 | 24 set 2008 | Catalina      | CSS                 | —         | MPC                           |
| 435668     | 2008 SF304 | 24 set 2008 | Mount Lemmon  | Mount Lemmon Survey | —         | MPC                           |
| 435669     | 2008 SR306 | 28 set 2008 | Mount Lemmon  | Mount Lemmon Survey | —         | MPC                           |
| 435670     | 2008 TK2   | 23 set 2008 | Catalina      | CSS                 | —         | MPC                           |
| 435671     | 2008 TP2   | 4 out 2008  | La Sagra      | Mallorca Obs.       | —         | MPC                           |
| 435672     | 2008 TO3   | 5 out 2008  | Hibiscus      | N. Teamo            | —         | MPC                           |
| 435673     | 2008 TM18  | 9 set 2008  | Mount Lemmon  | Mount Lemmon Survey | —         | MPC                           |
| 435674     | 2008 TT27  | 19 set 2008 | Kitt Peak     | Spacewatch          | Phocaea   | MPC                           |
| 435675     | 2008 TT31  | 1 out 2008  | Kitt Peak     | Spacewatch          | —         | MPC                           |
| 435676     | 2008 TO37  | 1 out 2008  | Mount Lemmon  | Mount Lemmon Survey | —         | MPC                           |
| 435677     | 2008 TX46  | 1 out 2008  | Kitt Peak     | Spacewatch          | —         | MPC                           |
| 435678     | 2008 TD47  | 1 out 2008  | Kitt Peak     | Spacewatch          | —         | MPC                           |
| 435679     | 2008 TB60  | 24 set 2008 | Kitt Peak     | Spacewatch          | Phocaea   | MPC                           |
| 435680     | 2008 TY62  | 22 set 2008 | Mount Lemmon  | Mount Lemmon Survey | —         | MPC                           |
| 435681     | 2008 TK63  | 22 set 2008 | Mount Lemmon  | Mount Lemmon Survey | —         | MPC                           |
| 435682     | 2008 TU66  | 25 mar 2006 | Mount Lemmon  | Mount Lemmon Survey | —         | MPC                           |
| 435683     | 2008 TW68  | 2 out 2008  | Kitt Peak     | Spacewatch          | —         | MPC                           |
| 435684     | 2008 TS75  | 22 set 2008 | Mount Lemmon  | Mount Lemmon Survey | —         | MPC                           |
| 435685     | 2008 TV78  | 2 jul 2000  | Kitt Peak     | Spacewatch          | Mitidika  | MPC                           |
| 435686     | 2008 TV90  | 3 out 2008  | Kitt Peak     | Spacewatch          | —         | MPC                           |
| 435687     | 2008 TO95  | 22 set 2008 | Catalina      | CSS                 | —         | MPC                           |
| 435688     | 2008 TH96  | 6 out 2008  | Kitt Peak     | Spacewatch          | —         | MPC                           |
| 435689     | 2008 TM103 | 6 out 2008  | Kitt Peak     | Spacewatch          | Phocaea   | MPC                           |
| 435690     | 2008 TN104 | 6 out 2008  | Kitt Peak     | Spacewatch          | —         | MPC                           |
| 435691     | 2008 TX110 | 6 out 2008  | Catalina      | CSS                 | Phocaea   | MPC                           |
| 435692     | 2008 TJ114 | 23 set 2008 | Kitt Peak     | Spacewatch          | —         | MPC                           |
| 435693     | 2008 TQ122 | 7 set 2008  | Mount Lemmon  | Mount Lemmon Survey | —         | MPC                           |
| 435694     | 2008 TN128 | 10 nov 2004 | Kitt Peak     | Spacewatch          | —         | MPC                           |
| 435695     | 2008 TX132 | 8 out 2008  | Mount Lemmon  | Mount Lemmon Survey | —         | MPC                           |
| 435696     | 2008 TT135 | 8 out 2008  | Kitt Peak     | Spacewatch          | —         | MPC                           |
| 435697     | 2008 TU139 | 8 out 2008  | Mount Lemmon  | Mount Lemmon Survey | —         | MPC                           |
| 435698     | 2008 TE142 | 24 fev 2006 | Kitt Peak     | Spacewatch          | —         | MPC                           |
| 435699     | 2008 TQ142 | 9 out 2008  | Mount Lemmon  | Mount Lemmon Survey | —         | MPC                           |
| 435700     | 2008 TW146 | 9 out 2008  | Mount Lemmon  | Mount Lemmon Survey | —         | MPC                           |

## 435701–435800
| Designação    | Designação | Descoberta  | Descoberta        | Descobridor(es)       | Categoria | Mais informações / Referência |
| Permanente    | Provisória | Data        | Local             | Descobridor(es)       | Categoria | Mais informações / Referência |
| ------------- | ---------- | ----------- | ----------------- | --------------------- | --------- | ----------------------------- |
| 435701        | 2008 TF148 | 9 out 2008  | Mount Lemmon      | Mount Lemmon Survey   | —         | MPC                           |
| 435702        | 2008 TY149 | 9 out 2008  | Mount Lemmon      | Mount Lemmon Survey   | —         | MPC                           |
| 435703        | 2008 TV151 | 28 set 2008 | Mount Lemmon      | Mount Lemmon Survey   | —         | MPC                           |
| 435704        | 2008 TQ165 | 4 out 2008  | Catalina          | CSS                   | —         | MPC                           |
| 435705        | 2008 TX170 | 9 out 2008  | Mount Lemmon      | Mount Lemmon Survey   | —         | MPC                           |
| 435706        | 2008 TT172 | 4 out 2008  | Mount Lemmon      | Mount Lemmon Survey   | —         | MPC                           |
| 435707        | 2008 TG173 | 2 out 2008  | Kitt Peak         | Spacewatch            | —         | MPC                           |
| 435708        | 2008 TB176 | 10 out 2008 | Kitt Peak         | Spacewatch            | —         | MPC                           |
| 435709        | 2008 UF2   | 19 out 2008 | Farra d'Isonzo    | Farra d'Isonzo        | —         | MPC                           |
| 435710        | 2008 UL8   | 24 ago 2008 | Kitt Peak         | Spacewatch            | —         | MPC                           |
| 435711        | 2008 UP17  | 2 mai 2006  | Mount Lemmon      | Mount Lemmon Survey   | —         | MPC                           |
| 435712        | 2008 UO21  | 19 out 2008 | Kitt Peak         | Spacewatch            | —         | MPC                           |
| 435713        | 2008 UF26  | 24 mar 2006 | Anderson Mesa     | LONEOS                | —         | MPC                           |
| 435714        | 2008 UZ26  | 20 out 2008 | Kitt Peak         | Spacewatch            | —         | MPC                           |
| 435715        | 2008 UQ32  | 20 out 2008 | Kitt Peak         | Spacewatch            | —         | MPC                           |
| 435716        | 2008 UC33  | 20 out 2008 | Kitt Peak         | Spacewatch            | —         | MPC                           |
| 435717        | 2008 UO39  | 20 out 2008 | Mount Lemmon      | Mount Lemmon Survey   | —         | MPC                           |
| 435718        | 2008 UV46  | 20 out 2008 | Kitt Peak         | Spacewatch            | —         | MPC                           |
| 435719        | 2008 UF47  | 20 out 2008 | Kitt Peak         | Spacewatch            | —         | MPC                           |
| 435720        | 2008 UO47  | 20 out 2008 | Kitt Peak         | Spacewatch            | Phocaea   | MPC                           |
| 435721        | 2008 UY52  | 24 set 2008 | Mount Lemmon      | Mount Lemmon Survey   | —         | MPC                           |
| 435722        | 2008 UJ53  | 22 set 2008 | Mount Lemmon      | Mount Lemmon Survey   | —         | MPC                           |
| 435723        | 2008 UP61  | 21 out 2008 | Kitt Peak         | Spacewatch            | —         | MPC                           |
| 435724        | 2008 UR73  | 21 out 2008 | Kitt Peak         | Spacewatch            | —         | MPC                           |
| 435725        | 2008 UC77  | 29 set 2008 | Mount Lemmon      | Mount Lemmon Survey   | —         | MPC                           |
| 435726        | 2008 UY77  | 24 set 2008 | Mount Lemmon      | Mount Lemmon Survey   | —         | MPC                           |
| 435727        | 2008 UU78  | 2 set 2008  | Kitt Peak         | Spacewatch            | —         | MPC                           |
| 435728 Yunlin | 2008 UA84  | 22 out 2008 | Lulin Observatory | X. Y. Hsiao, Q.-z. Ye | —         | MPC                           |
| 435729        | 2008 UE85  | 23 out 2008 | Kitt Peak         | Spacewatch            | —         | MPC                           |
| 435730        | 2008 UK90  | 27 out 2008 | Mount Lemmon      | Mount Lemmon Survey   | —         | MPC                           |
| 435731        | 2008 UL95  | 1 out 2008  | Kitt Peak         | Spacewatch            | —         | MPC                           |
| 435732        | 2008 UY108 | 21 out 2008 | Kitt Peak         | Spacewatch            | —         | MPC                           |
| 435733        | 2008 UO109 | 5 set 2008  | Kitt Peak         | Spacewatch            | Vesta     | MPC                           |
| 435734        | 2008 UV115 | 30 set 2008 | Mount Lemmon      | Mount Lemmon Survey   | —         | MPC                           |
| 435735        | 2008 UN121 | 22 out 2008 | Kitt Peak         | Spacewatch            | —         | MPC                           |
| 435736        | 2008 UU125 | 22 out 2008 | Kitt Peak         | Spacewatch            | —         | MPC                           |
| 435737        | 2008 UA128 | 3 nov 2004  | Kitt Peak         | Spacewatch            | —         | MPC                           |
| 435738        | 2008 UH130 | 2 out 2008  | Kitt Peak         | Spacewatch            | —         | MPC                           |
| 435739        | 2008 UB131 | 9 out 2008  | Kitt Peak         | Spacewatch            | —         | MPC                           |
| 435740        | 2008 UB132 | 23 out 2008 | Kitt Peak         | Spacewatch            | —         | MPC                           |
| 435741        | 2008 UF134 | 1 out 2008  | Mount Lemmon      | Mount Lemmon Survey   | —         | MPC                           |
| 435742        | 2008 UY134 | 23 out 2008 | Kitt Peak         | Spacewatch            | —         | MPC                           |
| 435743        | 2008 UT137 | 23 out 2008 | Kitt Peak         | Spacewatch            | —         | MPC                           |
| 435744        | 2008 UB144 | 6 set 2008  | Catalina          | CSS                   | —         | MPC                           |
| 435745        | 2008 UX144 | 22 set 2008 | Mount Lemmon      | Mount Lemmon Survey   | —         | MPC                           |
| 435746        | 2008 UO146 | 23 out 2008 | Kitt Peak         | Spacewatch            | —         | MPC                           |
| 435747        | 2008 UA154 | 22 set 2008 | Mount Lemmon      | Mount Lemmon Survey   | —         | MPC                           |
| 435748        | 2008 UP154 | 23 out 2008 | Mount Lemmon      | Mount Lemmon Survey   | —         | MPC                           |
| 435749        | 2008 UH156 | 23 out 2008 | Kitt Peak         | Spacewatch            | —         | MPC                           |
| 435750        | 2008 UA160 | 23 out 2008 | Kitt Peak         | Spacewatch            | —         | MPC                           |
| 435751        | 2008 US160 | 23 out 2008 | Kitt Peak         | Spacewatch            | —         | MPC                           |
| 435752        | 2008 UO167 | 24 out 2008 | Kitt Peak         | Spacewatch            | —         | MPC                           |
| 435753        | 2008 UZ178 | 24 out 2008 | Catalina          | CSS                   | Phocaea   | MPC                           |
| 435754        | 2008 UP180 | 24 out 2008 | Kitt Peak         | Spacewatch            | —         | MPC                           |
| 435755        | 2008 UN187 | 24 out 2008 | Kitt Peak         | Spacewatch            | —         | MPC                           |
| 435756        | 2008 UH192 | 25 out 2008 | Catalina          | CSS                   | —         | MPC                           |
| 435757        | 2008 UY193 | 29 set 2008 | Mount Lemmon      | Mount Lemmon Survey   | —         | MPC                           |
| 435758        | 2008 US202 | 23 set 2008 | Catalina          | CSS                   | —         | MPC                           |
| 435759        | 2008 UW204 | 23 set 2008 | Catalina          | CSS                   | —         | MPC                           |
| 435760        | 2008 UB208 | 9 out 2008  | Kitt Peak         | Spacewatch            | —         | MPC                           |
| 435761        | 2008 UA209 | 22 set 2008 | Mount Lemmon      | Mount Lemmon Survey   | —         | MPC                           |
| 435762        | 2008 UG210 | 23 out 2008 | Kitt Peak         | Spacewatch            | —         | MPC                           |
| 435763        | 2008 US215 | 24 out 2008 | Catalina          | CSS                   | —         | MPC                           |
| 435764        | 2008 UC244 | 26 out 2008 | Kitt Peak         | Spacewatch            | —         | MPC                           |
| 435765        | 2008 UD257 | 8 out 2008  | Catalina          | CSS                   | —         | MPC                           |
| 435766        | 2008 UG257 | 27 out 2008 | Kitt Peak         | Spacewatch            | —         | MPC                           |
| 435767        | 2008 UM261 | 9 out 2008  | Mount Lemmon      | Mount Lemmon Survey   | —         | MPC                           |
| 435768        | 2008 UU261 | 27 out 2008 | Kitt Peak         | Spacewatch            | Juno      | MPC                           |
| 435769        | 2008 UA268 | 25 set 2008 | Kitt Peak         | Spacewatch            | —         | MPC                           |
| 435770        | 2008 UJ277 | 24 mar 2006 | Kitt Peak         | Spacewatch            | —         | MPC                           |
| 435771        | 2008 UX283 | 28 out 2008 | Kitt Peak         | Spacewatch            | —         | MPC                           |
| 435772        | 2008 UF285 | 6 set 2008  | Mount Lemmon      | Mount Lemmon Survey   | —         | MPC                           |
| 435773        | 2008 UP285 | 7 out 2008  | Kitt Peak         | Spacewatch            | —         | MPC                           |
| 435774        | 2008 US287 | 28 out 2008 | Mount Lemmon      | Mount Lemmon Survey   | —         | MPC                           |
| 435775        | 2008 UC292 | 23 set 2008 | Mount Lemmon      | Mount Lemmon Survey   | —         | MPC                           |
| 435776        | 2008 UM295 | 2 out 2008  | Mount Lemmon      | Mount Lemmon Survey   | —         | MPC                           |
| 435777        | 2008 UV297 | 29 out 2008 | Kitt Peak         | Spacewatch            | —         | MPC                           |
| 435778        | 2008 UK300 | 29 set 2008 | Mount Lemmon      | Mount Lemmon Survey   | Vesta     | MPC                           |
| 435779        | 2008 UX308 | 22 out 2008 | Kitt Peak         | Spacewatch            | —         | MPC                           |
| 435780        | 2008 UC310 | 30 out 2008 | Catalina          | CSS                   | Phocaea   | MPC                           |
| 435781        | 2008 UD310 | 6 out 2008  | Socorro           | LINEAR                | —         | MPC                           |
| 435782        | 2008 UU313 | 29 set 2008 | Mount Lemmon      | Mount Lemmon Survey   | —         | MPC                           |
| 435783        | 2008 UX314 | 30 out 2008 | Mount Lemmon      | Mount Lemmon Survey   | —         | MPC                           |
| 435784        | 2008 UR328 | 24 set 2008 | Kitt Peak         | Spacewatch            | —         | MPC                           |
| 435785        | 2008 UW337 | 20 out 2008 | Kitt Peak         | Spacewatch            | —         | MPC                           |
| 435786        | 2008 UX339 | 23 out 2008 | Kitt Peak         | Spacewatch            | —         | MPC                           |
| 435787        | 2008 UK344 | 30 out 2008 | Catalina          | CSS                   | Phocaea   | MPC                           |
| 435788        | 2008 UB346 | 26 out 2008 | Mount Lemmon      | Mount Lemmon Survey   | —         | MPC                           |
| 435789        | 2008 UO349 | 29 set 2008 | Kitt Peak         | Spacewatch            | —         | MPC                           |
| 435790        | 2008 UW352 | 28 out 2008 | Kitt Peak         | Spacewatch            | —         | MPC                           |
| 435791        | 2008 UL355 | 24 out 2008 | Kitt Peak         | Spacewatch            | Eos       | MPC                           |
| 435792        | 2008 UO358 | 26 out 2008 | Mount Lemmon      | Mount Lemmon Survey   | —         | MPC                           |
| 435793        | 2008 UZ358 | 27 out 2008 | Kitt Peak         | Spacewatch            | —         | MPC                           |
| 435794        | 2008 UA360 | 29 out 2008 | Kitt Peak         | Spacewatch            | —         | MPC                           |
| 435795        | 2008 UB365 | 9 out 2008  | Catalina          | CSS                   | Phocaea   | MPC                           |
| 435796        | 2008 VE4   | 29 out 2008 | Kitt Peak         | Spacewatch            | —         | MPC                           |
| 435797        | 2008 VM4   | 4 nov 2008  | Tzec Maun         | E. Schwab             | —         | MPC                           |
| 435798        | 2008 VL6   | 1 nov 2008  | Kitt Peak         | Spacewatch            | —         | MPC                           |
| 435799        | 2008 VU11  | 10 out 2008 | Mount Lemmon      | Mount Lemmon Survey   | —         | MPC                           |
| 435800        | 2008 VA18  | 29 set 2008 | Kitt Peak         | Spacewatch            | —         | MPC                           |

## 435801–435900
| Designação | Designação | Descoberta  | Descoberta   | Descobridor(es)     | Categoria | Mais informações / Referência |
| Permanente | Provisória | Data        | Local        | Descobridor(es)     | Categoria | Mais informações / Referência |
| ---------- | ---------- | ----------- | ------------ | ------------------- | --------- | ----------------------------- |
| 435801     | 2008 VB22  | 1 nov 2008  | Mount Lemmon | Mount Lemmon Survey | —         | MPC                           |
| 435802     | 2008 VJ48  | 3 nov 2008  | Kitt Peak    | Spacewatch          | —         | MPC                           |
| 435803     | 2008 VE50  | 4 nov 2008  | Catalina     | CSS                 | —         | MPC                           |
| 435804     | 2008 VH52  | 23 set 2008 | Kitt Peak    | Spacewatch          | —         | MPC                           |
| 435805     | 2008 VH56  | 6 nov 2008  | Mount Lemmon | Mount Lemmon Survey | —         | MPC                           |
| 435806     | 2008 VE60  | 22 out 2008 | Kitt Peak    | Spacewatch          | —         | MPC                           |
| 435807     | 2008 VV60  | 8 nov 2008  | Kitt Peak    | Spacewatch          | —         | MPC                           |
| 435808     | 2008 VL65  | 1 out 2008  | Mount Lemmon | Mount Lemmon Survey | —         | MPC                           |
| 435809     | 2008 VU70  | 8 nov 2008  | Kitt Peak    | Spacewatch          | —         | MPC                           |
| 435810     | 2008 VH78  | 7 nov 2008  | Mount Lemmon | Mount Lemmon Survey | —         | MPC                           |
| 435811     | 2008 WN1   | 18 nov 2008 | Socorro      | LINEAR              | —         | MPC                           |
| 435812     | 2008 WS1   | 18 nov 2008 | Socorro      | LINEAR              | —         | MPC                           |
| 435813     | 2008 WG10  | 6 set 2008  | Mount Lemmon | Mount Lemmon Survey | —         | MPC                           |
| 435814     | 2008 WN16  | 17 nov 2008 | Kitt Peak    | Spacewatch          | Henan     | MPC                           |
| 435815     | 2008 WW17  | 22 set 2008 | Mount Lemmon | Mount Lemmon Survey | —         | MPC                           |
| 435816     | 2008 WF23  | 20 nov 2004 | Kitt Peak    | Spacewatch          | —         | MPC                           |
| 435817     | 2008 WN31  | 19 nov 2008 | Mount Lemmon | Mount Lemmon Survey | —         | MPC                           |
| 435818     | 2008 WL32  | 21 nov 2008 | Socorro      | LINEAR              | —         | MPC                           |
| 435819     | 2008 WJ37  | 17 nov 2008 | Kitt Peak    | Spacewatch          | —         | MPC                           |
| 435820     | 2008 WL37  | 17 nov 2008 | Kitt Peak    | Spacewatch          | —         | MPC                           |
| 435821     | 2008 WC40  | 17 nov 2008 | Kitt Peak    | Spacewatch          | —         | MPC                           |
| 435822     | 2008 WE41  | 27 set 2008 | Mount Lemmon | Mount Lemmon Survey | —         | MPC                           |
| 435823     | 2008 WC61  | 23 nov 2008 | Socorro      | LINEAR              | —         | MPC                           |
| 435824     | 2008 WQ61  | 23 out 2008 | Mount Lemmon | Mount Lemmon Survey | —         | MPC                           |
| 435825     | 2008 WL65  | 17 nov 2008 | Kitt Peak    | Spacewatch          | —         | MPC                           |
| 435826     | 2008 WL66  | 21 out 2008 | Kitt Peak    | Spacewatch          | —         | MPC                           |
| 435827     | 2008 WG67  | 3 out 2008  | Mount Lemmon | Mount Lemmon Survey | —         | MPC                           |
| 435828     | 2008 WC70  | 6 nov 2008  | Mount Lemmon | Mount Lemmon Survey | —         | MPC                           |
| 435829     | 2008 WF70  | 18 nov 2008 | Kitt Peak    | Spacewatch          | —         | MPC                           |
| 435830     | 2008 WB75  | 9 out 2008  | Kitt Peak    | Spacewatch          | —         | MPC                           |
| 435831     | 2008 WL75  | 20 nov 2008 | Kitt Peak    | Spacewatch          | —         | MPC                           |
| 435832     | 2008 WP75  | 9 set 2008  | Mount Lemmon | Mount Lemmon Survey | —         | MPC                           |
| 435833     | 2008 WT76  | 25 out 2008 | Mount Lemmon | Mount Lemmon Survey | —         | MPC                           |
| 435834     | 2008 WL81  | 20 nov 2008 | Kitt Peak    | Spacewatch          | —         | MPC                           |
| 435835     | 2008 WC82  | 1 nov 2008  | Kitt Peak    | Spacewatch          | —         | MPC                           |
| 435836     | 2008 WD83  | 7 nov 2008  | Mount Lemmon | Mount Lemmon Survey | Brangane  | MPC                           |
| 435837     | 2008 WU87  | 21 nov 2008 | Mount Lemmon | Mount Lemmon Survey | —         | MPC                           |
| 435838     | 2008 WW87  | 6 out 2008  | Mount Lemmon | Mount Lemmon Survey | —         | MPC                           |
| 435839     | 2008 WF89  | 21 nov 2008 | Mount Lemmon | Mount Lemmon Survey | —         | MPC                           |
| 435840     | 2008 WS94  | 6 out 2008  | Mount Lemmon | Mount Lemmon Survey | —         | MPC                           |
| 435841     | 2008 WD102 | 28 out 2008 | Socorro      | LINEAR              | —         | MPC                           |
| 435842     | 2008 WA105 | 30 out 2008 | Kitt Peak    | Spacewatch          | —         | MPC                           |
| 435843     | 2008 WC106 | 8 nov 2008  | Kitt Peak    | Spacewatch          | —         | MPC                           |
| 435844     | 2008 WW112 | 30 out 2008 | Kitt Peak    | Spacewatch          | —         | MPC                           |
| 435845     | 2008 WQ114 | 31 out 2008 | Kitt Peak    | Spacewatch          | —         | MPC                           |
| 435846     | 2008 WT117 | 22 nov 2008 | Kitt Peak    | Spacewatch          | Phocaea   | MPC                           |
| 435847     | 2008 WL118 | 30 nov 2008 | Mount Lemmon | Mount Lemmon Survey | —         | MPC                           |
| 435848     | 2008 WJ123 | 30 nov 2008 | Kitt Peak    | Spacewatch          | —         | MPC                           |
| 435849     | 2008 WF128 | 19 nov 2008 | Mount Lemmon | Mount Lemmon Survey | —         | MPC                           |
| 435850     | 2008 WC129 | 24 nov 2008 | Mount Lemmon | Mount Lemmon Survey | —         | MPC                           |
| 435851     | 2008 WS132 | 1 out 2008  | Catalina     | CSS                 | —         | MPC                           |
| 435852     | 2008 WF135 | 18 nov 2008 | Socorro      | LINEAR              | —         | MPC                           |
| 435853     | 2008 WL135 | 18 nov 2008 | Kitt Peak    | Spacewatch          | —         | MPC                           |
| 435854     | 2008 WQ136 | 20 nov 2008 | Kitt Peak    | Spacewatch          | —         | MPC                           |
| 435855     | 2008 WK138 | 17 nov 1999 | Catalina     | CSS                 | Phocaea   | MPC                           |
| 435856     | 2008 WV138 | 21 nov 2008 | Mount Lemmon | Mount Lemmon Survey | —         | MPC                           |
| 435857     | 2008 WP140 | 18 nov 2008 | Catalina     | CSS                 | —         | MPC                           |
| 435858     | 2008 XR12  | 9 nov 2008  | Mount Lemmon | Mount Lemmon Survey | —         | MPC                           |
| 435859     | 2008 XZ29  | 28 out 2008 | Catalina     | CSS                 | —         | MPC                           |
| 435860     | 2008 XV30  | 2 dez 2008  | Kitt Peak    | Spacewatch          | —         | MPC                           |
| 435861     | 2008 XE39  | 19 nov 2008 | Mount Lemmon | Mount Lemmon Survey | —         | MPC                           |
| 435862     | 2008 XW43  | 2 dez 2008  | Kitt Peak    | Spacewatch          | —         | MPC                           |
| 435863     | 2008 YC2   | 20 dez 2008 | Socorro      | LINEAR              | —         | MPC                           |
| 435864     | 2008 YZ8   | 23 dez 2008 | Piszkéstető  | K. Sárneczky        | —         | MPC                           |
| 435865     | 2008 YP12  | 19 nov 2008 | Mount Lemmon | Mount Lemmon Survey | —         | MPC                           |
| 435866     | 2008 YX26  | 27 out 2003 | Kitt Peak    | Spacewatch          | —         | MPC                           |
| 435867     | 2008 YH46  | 29 dez 2008 | Mount Lemmon | Mount Lemmon Survey | —         | MPC                           |
| 435868     | 2008 YO48  | 29 dez 2008 | Mount Lemmon | Mount Lemmon Survey | —         | MPC                           |
| 435869     | 2008 YS49  | 29 dez 2008 | Mount Lemmon | Mount Lemmon Survey | Brangane  | MPC                           |
| 435870     | 2008 YM55  | 21 dez 2008 | Mount Lemmon | Mount Lemmon Survey | —         | MPC                           |
| 435871     | 2008 YH58  | 13 set 2007 | Mount Lemmon | Mount Lemmon Survey | Phocaea   | MPC                           |
| 435872     | 2008 YB78  | 30 dez 2008 | Mount Lemmon | Mount Lemmon Survey | —         | MPC                           |
| 435873     | 2008 YX99  | 29 dez 2008 | Kitt Peak    | Spacewatch          | —         | MPC                           |
| 435874     | 2008 YJ101 | 11 set 2007 | Catalina     | CSS                 | —         | MPC                           |
| 435875     | 2008 YW115 | 21 dez 2008 | Mount Lemmon | Mount Lemmon Survey | —         | MPC                           |
| 435876     | 2008 YG122 | 30 dez 2008 | Kitt Peak    | Spacewatch          | —         | MPC                           |
| 435877     | 2008 YE128 | 21 dez 2008 | Kitt Peak    | Spacewatch          | —         | MPC                           |
| 435878     | 2008 YD130 | 4 dez 2008  | Mount Lemmon | Mount Lemmon Survey | —         | MPC                           |
| 435879     | 2008 YC135 | 30 dez 2008 | Kitt Peak    | Spacewatch          | —         | MPC                           |
| 435880     | 2008 YZ137 | 30 dez 2008 | Kitt Peak    | Spacewatch          | —         | MPC                           |
| 435881     | 2008 YV138 | 30 dez 2008 | Mount Lemmon | Mount Lemmon Survey | —         | MPC                           |
| 435882     | 2008 YT144 | 30 dez 2008 | Kitt Peak    | Spacewatch          | —         | MPC                           |
| 435883     | 2008 YE157 | 22 dez 2008 | Kitt Peak    | Spacewatch          | —         | MPC                           |
| 435884     | 2008 YK159 | 30 dez 2008 | Mount Lemmon | Mount Lemmon Survey | —         | MPC                           |
| 435885     | 2008 YA160 | 30 dez 2008 | Catalina     | CSS                 | —         | MPC                           |
| 435886     | 2008 YL160 | 30 dez 2008 | Mount Lemmon | Mount Lemmon Survey | —         | MPC                           |
| 435887     | 2008 YX162 | 22 dez 2008 | Mount Lemmon | Mount Lemmon Survey | —         | MPC                           |
| 435888     | 2008 YJ165 | 21 nov 2008 | Catalina     | CSS                 | —         | MPC                           |
| 435889     | 2008 YU168 | 21 dez 2008 | Kitt Peak    | Spacewatch          | —         | MPC                           |
| 435890     | 2008 YT169 | 31 dez 2008 | Mount Lemmon | Mount Lemmon Survey | —         | MPC                           |
| 435891     | 2008 YD172 | 30 dez 2008 | Mount Lemmon | Mount Lemmon Survey | Phocaea   | MPC                           |
| 435892     | 2009 AE8   | 2 jan 2009  | Catalina     | CSS                 | —         | MPC                           |
| 435893     | 2009 AV12  | 22 dez 2008 | Mount Lemmon | Mount Lemmon Survey | —         | MPC                           |
| 435894     | 2009 AL26  | 2 jan 2009  | Kitt Peak    | Spacewatch          | —         | MPC                           |
| 435895     | 2009 AN30  | 15 jan 2009 | Kitt Peak    | Spacewatch          | —         | MPC                           |
| 435896     | 2009 AA34  | 29 dez 2008 | Mount Lemmon | Mount Lemmon Survey | —         | MPC                           |
| 435897     | 2009 AP37  | 15 jan 2009 | Kitt Peak    | Spacewatch          | —         | MPC                           |
| 435898     | 2009 AT44  | 15 jan 2009 | Kitt Peak    | Spacewatch          | —         | MPC                           |
| 435899     | 2009 AG45  | 15 jan 2009 | Kitt Peak    | Spacewatch          | Brangane  | MPC                           |
| 435900     | 2009 AM46  | 1 jan 2009  | Kitt Peak    | Spacewatch          | —         | MPC                           |

## 435901–436000
| Designação | Designação | Descoberta  | Descoberta        | Descobridor(es)           | Categoria | Mais informações / Referência |
| Permanente | Provisória | Data        | Local             | Descobridor(es)           | Categoria | Mais informações / Referência |
| ---------- | ---------- | ----------- | ----------------- | ------------------------- | --------- | ----------------------------- |
| 435901     | 2009 BU    | 16 jan 2009 | Mayhill           | A. Lowe                   | —         | MPC                           |
| 435902     | 2009 BZ1   | 17 jan 2009 | Catalina          | CSS                       | —         | MPC                           |
| 435903     | 2009 BC7   | 18 jan 2009 | Socorro           | LINEAR                    | —         | MPC                           |
| 435904     | 2009 BK9   | 18 jan 2009 | Socorro           | LINEAR                    | —         | MPC                           |
| 435905     | 2009 BN10  | 22 jan 2009 | Mayhill           | A. Lowe                   | —         | MPC                           |
| 435906     | 2009 BD14  | 28 jan 2009 | Tzec Maun         | F. Tozzi                  | —         | MPC                           |
| 435907     | 2009 BV24  | 17 jan 2009 | Kitt Peak         | Spacewatch                | —         | MPC                           |
| 435908     | 2009 BL29  | 23 nov 2008 | Mount Lemmon      | Mount Lemmon Survey       | —         | MPC                           |
| 435909     | 2009 BB50  | 16 jan 2009 | Mount Lemmon      | Mount Lemmon Survey       | —         | MPC                           |
| 435910     | 2009 BU52  | 16 jan 2009 | Kitt Peak         | Spacewatch                | —         | MPC                           |
| 435911     | 2009 BE57  | 18 jan 2009 | Mount Lemmon      | Mount Lemmon Survey       | —         | MPC                           |
| 435912     | 2009 BT64  | 20 jan 2009 | Catalina          | CSS                       | —         | MPC                           |
| 435913     | 2009 BR73  | 30 jan 2009 | Wildberg          | R. Apitzsch               | —         | MPC                           |
| 435914     | 2009 BX81  | 29 jan 2009 | Wildberg          | R. Apitzsch               | —         | MPC                           |
| 435915     | 2009 BW82  | 20 jan 2009 | Catalina          | CSS                       | —         | MPC                           |
| 435916     | 2009 BO92  | 25 jan 2009 | Kitt Peak         | Spacewatch                | —         | MPC                           |
| 435917     | 2009 BE94  | 25 jan 2009 | Kitt Peak         | Spacewatch                | —         | MPC                           |
| 435918     | 2009 BN97  | 25 jan 2009 | Catalina          | CSS                       | —         | MPC                           |
| 435919     | 2009 BU98  | 26 jan 2009 | Kitt Peak         | Spacewatch                | —         | MPC                           |
| 435920     | 2009 BW98  | 26 jan 2009 | Mount Lemmon      | Mount Lemmon Survey       | —         | MPC                           |
| 435921     | 2009 BX105 | 25 jan 2009 | Kitt Peak         | Spacewatch                | —         | MPC                           |
| 435922     | 2009 BL114 | 1 dez 2008  | Mount Lemmon      | Mount Lemmon Survey       | —         | MPC                           |
| 435923     | 2009 BQ114 | 26 jan 2009 | Kitt Peak         | Spacewatch                | —         | MPC                           |
| 435924     | 2009 BL128 | 13 nov 2007 | Mount Lemmon      | Mount Lemmon Survey       | —         | MPC                           |
| 435925     | 2009 BF136 | 17 nov 2007 | Mount Lemmon      | Mount Lemmon Survey       | —         | MPC                           |
| 435926     | 2009 BZ137 | 29 jan 2009 | Kitt Peak         | Spacewatch                | —         | MPC                           |
| 435927     | 2009 BL139 | 29 jan 2009 | Kitt Peak         | Spacewatch                | —         | MPC                           |
| 435928     | 2009 BA140 | 29 jan 2009 | Kitt Peak         | Spacewatch                | Themis    | MPC                           |
| 435929     | 2009 BG141 | 18 nov 2007 | Mount Lemmon      | Mount Lemmon Survey       | —         | MPC                           |
| 435930     | 2009 BY144 | 30 jan 2009 | Kitt Peak         | Spacewatch                | —         | MPC                           |
| 435931     | 2009 BM150 | 25 jan 2009 | Kitt Peak         | Spacewatch                | —         | MPC                           |
| 435932     | 2009 BQ152 | 21 dez 2008 | Kitt Peak         | Spacewatch                | —         | MPC                           |
| 435933     | 2009 BV164 | 18 mar 2004 | Kitt Peak         | Spacewatch                | —         | MPC                           |
| 435934     | 2009 BT168 | 31 jan 2009 | Cerro Burek       | Alianza S4 Obs.           | —         | MPC                           |
| 435935     | 2009 BF171 | 17 jan 2009 | Kitt Peak         | Spacewatch                | —         | MPC                           |
| 435936     | 2009 BD177 | 25 jan 2009 | Kitt Peak         | Spacewatch                | Brangane  | MPC                           |
| 435937     | 2009 BS179 | 18 jan 2009 | Kitt Peak         | Spacewatch                | —         | MPC                           |
| 435938     | 2009 CP3   | 2 fev 2009  | Moletai           | K. Černis, J. Zdanavičius | —         | MPC                           |
| 435939     | 2009 CG10  | 1 fev 2009  | Mount Lemmon      | Mount Lemmon Survey       | —         | MPC                           |
| 435940     | 2009 CE24  | 1 fev 2009  | Kitt Peak         | Spacewatch                | Brangane  | MPC                           |
| 435941     | 2009 CW25  | 1 fev 2009  | Kitt Peak         | Spacewatch                | —         | MPC                           |
| 435942     | 2009 CW26  | 17 jan 2009 | Kitt Peak         | Spacewatch                | —         | MPC                           |
| 435943     | 2009 CE40  | 14 fev 2009 | Heppenheim        | Starkenburg Obs.          | —         | MPC                           |
| 435944     | 2009 CH52  | 14 fev 2009 | Mount Lemmon      | Mount Lemmon Survey       | —         | MPC                           |
| 435945     | 2009 CY53  | 14 fev 2009 | Catalina          | CSS                       | —         | MPC                           |
| 435946     | 2009 CT56  | 4 fev 2009  | Kitt Peak         | Spacewatch                | —         | MPC                           |
| 435947     | 2009 CE58  | 3 fev 2009  | Mount Lemmon      | Mount Lemmon Survey       | —         | MPC                           |
| 435948     | 2009 CQ64  | 4 fev 2009  | Mount Lemmon      | Mount Lemmon Survey       | —         | MPC                           |
| 435949     | 2009 DO3   | 19 fev 2009 | Magdalena Ridge   | W. H. Ryan                | —         | MPC                           |
| 435950     | 2009 DL10  | 21 fev 2009 | Calar Alto        | F. Hormuth                | —         | MPC                           |
| 435951     | 2009 DG11  | 17 fev 2009 | Dauban            | F. Kugel                  | Ursula    | MPC                           |
| 435952     | 2009 DS17  | 19 fev 2009 | Mount Lemmon      | Mount Lemmon Survey       | —         | MPC                           |
| 435953     | 2009 DM20  | 17 fev 2009 | Kitt Peak         | Spacewatch                | —         | MPC                           |
| 435954     | 2009 DX24  | 21 fev 2009 | Mount Lemmon      | Mount Lemmon Survey       | —         | MPC                           |
| 435955     | 2009 DU30  | 23 fev 2009 | Calar Alto        | F. Hormuth                | —         | MPC                           |
| 435956     | 2009 DB32  | 20 fev 2009 | Kitt Peak         | Spacewatch                | —         | MPC                           |
| 435957     | 2009 DT38  | 24 fev 2009 | Calar Alto        | F. Hormuth                | —         | MPC                           |
| 435958     | 2009 DP39  | 3 fev 2009  | Mount Lemmon      | Mount Lemmon Survey       | —         | MPC                           |
| 435959     | 2009 DA40  | 20 fev 2009 | Dauban            | F. Kugel                  | Brangane  | MPC                           |
| 435960     | 2009 DZ43  | 31 jan 2009 | Kitt Peak         | Spacewatch                | —         | MPC                           |
| 435961     | 2009 DU48  | 19 fev 2009 | Kitt Peak         | Spacewatch                | —         | MPC                           |
| 435962     | 2009 DQ53  | 5 fev 2009  | Kitt Peak         | Spacewatch                | Brangane  | MPC                           |
| 435963     | 2009 DH54  | 16 jan 2009 | Kitt Peak         | Spacewatch                | —         | MPC                           |
| 435964     | 2009 DK57  | 22 fev 2009 | Kitt Peak         | Spacewatch                | —         | MPC                           |
| 435965     | 2009 DK59  | 16 mar 2004 | Kitt Peak         | Spacewatch                | —         | MPC                           |
| 435966     | 2009 DQ62  | 31 jan 2009 | Kitt Peak         | Spacewatch                | —         | MPC                           |
| 435967     | 2009 DT66  | 24 fev 2009 | Mount Lemmon      | Mount Lemmon Survey       | —         | MPC                           |
| 435968     | 2009 DO69  | 31 jan 2009 | Kitt Peak         | Spacewatch                | —         | MPC                           |
| 435969     | 2009 DB71  | 17 fev 2009 | La Sagra          | Mallorca Obs.             | —         | MPC                           |
| 435970     | 2009 DY75  | 30 dez 2008 | Mount Lemmon      | Mount Lemmon Survey       | —         | MPC                           |
| 435971     | 2009 DJ80  | 14 set 2006 | Kitt Peak         | Spacewatch                | Croatia   | MPC                           |
| 435972     | 2009 DY80  | 24 fev 2009 | Kitt Peak         | Spacewatch                | Brangane  | MPC                           |
| 435973     | 2009 DR81  | 24 fev 2009 | Kitt Peak         | Spacewatch                | —         | MPC                           |
| 435974     | 2009 DB82  | 24 fev 2009 | Kitt Peak         | Spacewatch                | —         | MPC                           |
| 435975     | 2009 DH82  | 24 fev 2009 | Kitt Peak         | Spacewatch                | Ursula    | MPC                           |
| 435976     | 2009 DY84  | 26 fev 2009 | Kitt Peak         | Spacewatch                | —         | MPC                           |
| 435977     | 2009 DB93  | 28 fev 2009 | Mount Lemmon      | Mount Lemmon Survey       | —         | MPC                           |
| 435978     | 2009 DP94  | 28 fev 2009 | Mount Lemmon      | Mount Lemmon Survey       | —         | MPC                           |
| 435979     | 2009 DG113 | 18 nov 2007 | Mount Lemmon      | Mount Lemmon Survey       | —         | MPC                           |
| 435980     | 2009 DE117 | 27 fev 2009 | Kitt Peak         | Spacewatch                | —         | MPC                           |
| 435981     | 2009 DT127 | 20 fev 2009 | Kitt Peak         | Spacewatch                | —         | MPC                           |
| 435982     | 2009 DC130 | 27 fev 2009 | Kitt Peak         | Spacewatch                | —         | MPC                           |
| 435983     | 2009 DX131 | 20 fev 2009 | Kitt Peak         | Spacewatch                | —         | MPC                           |
| 435984     | 2009 EA5   | 1 mar 2009  | Kitt Peak         | Spacewatch                | —         | MPC                           |
| 435985     | 2009 ED7   | 2 mar 2009  | Mount Lemmon      | Mount Lemmon Survey       | —         | MPC                           |
| 435986     | 2009 EO8   | 2 mar 2009  | Mount Lemmon      | Mount Lemmon Survey       | —         | MPC                           |
| 435987     | 2009 EM12  | 1 mar 2009  | Mount Lemmon      | Mount Lemmon Survey       | —         | MPC                           |
| 435988     | 2009 EG15  | 15 mar 2009 | Kitt Peak         | Spacewatch                | —         | MPC                           |
| 435989     | 2009 ER18  | 19 fev 2009 | Kitt Peak         | Spacewatch                | —         | MPC                           |
| 435990     | 2009 EL20  | 3 mar 2009  | Catalina          | CSS                       | —         | MPC                           |
| 435991     | 2009 ET20  | 3 fev 2009  | Mount Lemmon      | Mount Lemmon Survey       | —         | MPC                           |
| 435992     | 2009 FE11  | 4 fev 2009  | Kitt Peak         | Spacewatch                | —         | MPC                           |
| 435993     | 2009 FL11  | 17 mar 2009 | Kitt Peak         | Spacewatch                | —         | MPC                           |
| 435994     | 2009 FM11  | 17 mar 2009 | Kitt Peak         | Spacewatch                | Brangane  | MPC                           |
| 435995     | 2009 FL13  | 18 mar 2009 | Mount Lemmon      | Mount Lemmon Survey       | —         | MPC                           |
| 435996     | 2009 FS17  | 26 fev 2009 | Kitt Peak         | Spacewatch                | —         | MPC                           |
| 435997     | 2009 FB25  | 18 mar 2009 | Catalina          | CSS                       | —         | MPC                           |
| 435998     | 2009 FP40  | 17 mar 2009 | Kitt Peak         | Spacewatch                | —         | MPC                           |
| 435999     | 2009 FE41  | 21 mar 2009 | Bergisch Gladbach | W. Bickel                 | —         | MPC                           |
| 436000     | 2009 FE46  | 17 fev 2009 | Uccle             | Uccle Obs.                | Brangane  | MPC                           |